# Weener

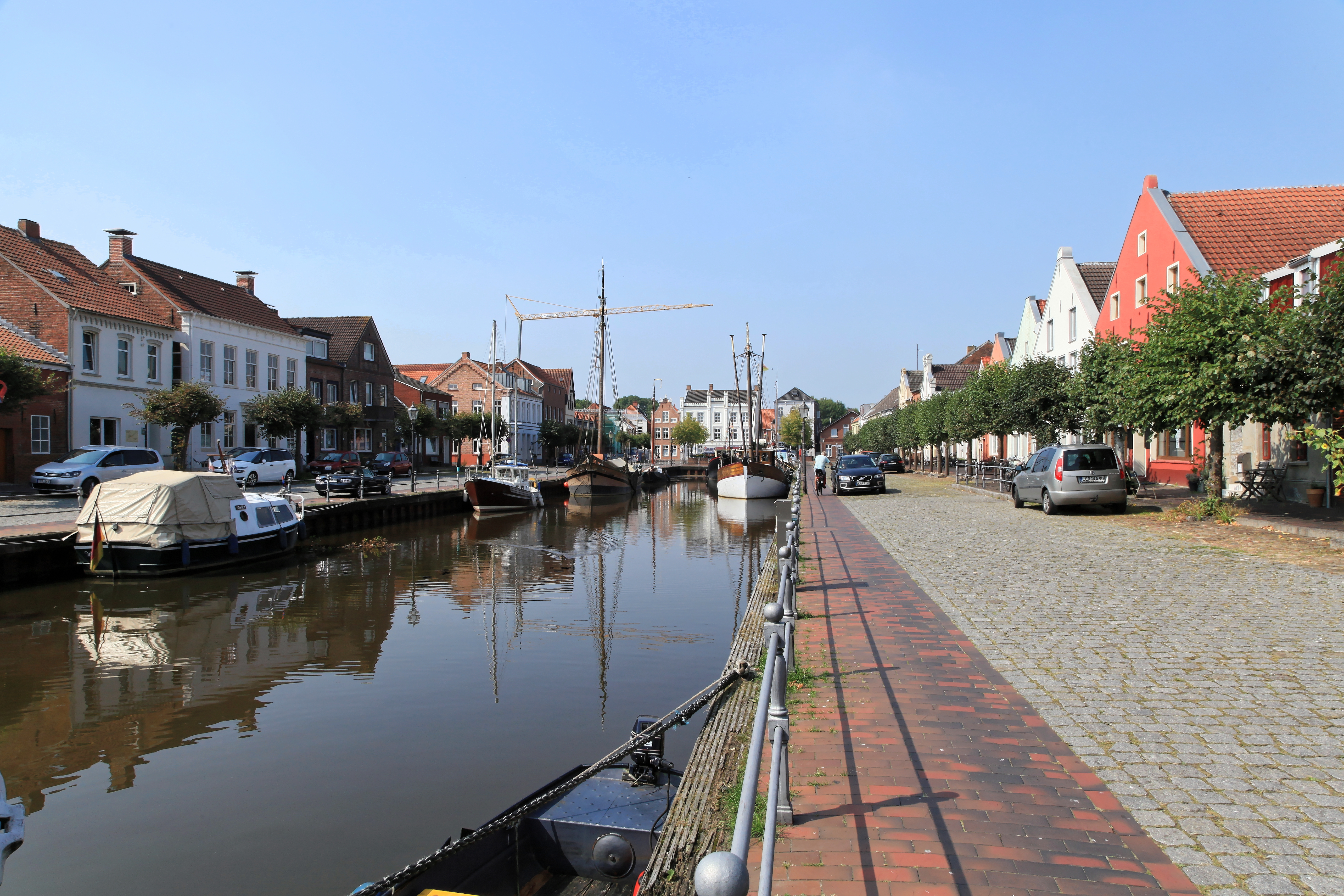
Alter Hafen

Weener ist eine Kleinstadt in Ostfriesland im Nordwesten des deutschen Bundeslandes Niedersachsen. Es ist die einzige Stadt der historischen Region Rheiderland, und sie erstreckt sich linksseits der Ems. Politisch gehört Weener seit 1932 zum Landkreis Leer und war vorher die Kreisstadt des Kreises Weener, der mit dem Rheiderland nahezu flächengleich war.
Weener hat 15.215 Einwohner auf 81,24 Quadratkilometer Fläche. In der Kernstadt Weener leben mit rund 6700 Einwohnern knapp 43 % aller Weeneraner. Die Stadt ist durch Eingemeindungen im Jahr 1973 stark gewachsen. 4,4 % der Einwohner der grenznahen Stadt sind Niederländer.
In vergangenen Jahrhunderten hatte Weener einen Hafen an der Ems und lag an der linksemsischen Handelsroute ins südlich gelegene Münsterland. Die Stadt war vor allem durch ihre Vieh- und Pferdemärkte bekannt und exportierte landwirtschaftliche Handelsgüter. Mittlerweile spielen der Hafen als Warenumschlagsort und der Viehhandel keine Rolle mehr. Wirtschaftlich ist Weener vom Einzelhandel für die Region Rheiderland, von der Landwirtschaft und vom Tourismus geprägt. In der Stadt befinden sich auch einzelne Industriebetriebe.
Auf kulturellem Gebiet hat Weener durch das Organeum Bedeutung. Das ist ein Kultur- und Bildungszentrum mit einem Museum für Tasteninstrumente inmitten der Orgellandschaft Ostfriesland, einer der bedeutendsten Orgellandschaften weltweit. In der um 1230 erbauten Georgskirche steht darüber hinaus eine Orgel von Arp Schnitger, die als eines seiner Spätwerke gilt. Außer der Georgskirche ist unter den Sakralbauten die Stapelmoorer Kirche zu nennen: Die romano-gotische Kreuzkirche gilt als einer der herausragenden Kirchenbauten Ostfrieslands.

## Geographie

### Lage und Ausdehnung
Die Stadt Weener liegt im südwestlichen Ostfriesland. Sie ist die einzige Stadt der Region am westlichen Ufer der Ems. Sie bezeichnet sich selbst auch als „Grüne Stadt im Rheiderland“ und ist das Zentrum des deutschen Teils der Region. Unweit der Stadt liegen der Dollart und die Grenze zur niederländischen Provinz Groningen. Nahe gelegene Großstädte sind Oldenburg und Groningen in den Niederlanden. Das Regionale Raumordnungsprogramm des Landkreises Leer teilt der Kernstadt Weener die Funktion eines Grundzentrums für das Stadtgebiet zu. Das Stadtgebiet von Weener umfasst den südöstlichen Teil des Rheiderlandes und hat in Nord-Süd-Richtung eine Länge von 15,2 Kilometern, in Ost-West-Richtung beträgt die Ausdehnung maximal 10,6 Kilometer.

### Geologie, Böden und Hydrologie
Das Weeneraner Stadtgebiet vereint die drei typischen Landschaftsformen Ostfrieslands in sich: Marsch, Moor und Geest. Der geologische Untergrund wird durch Sedimente aus dem Pleistozän und Holozän bestimmt. Das Kerngebiet der Stadt liegt auf einem Geestrücken entlang der Ems, der in der Saale-Eiszeit durch den Druck des von Norden vordringenden Eises aufgestaucht wurde. Dieser Geestrücken erstreckt sich von Diele im Süden bis zur Kernstadt und Beschotenweg im Norden. Unmittelbar vor der Kernstadt erreicht er eine Höhe von 6,0 m über NHN. Das Stadtgebiet selbst liegt auf einer Höhe von 2,1 bis 2,4 m über NHN. Es sind Podsolböden in trockener Lage mit Ortstein darunter. Südlich von Stapelmoorerheide schließt sich ein kleiner Streifen Podsolböden in feuchter Lage an, örtlich auch mit Anmoor und abgetorften Flächen. Im äußersten Südwesten bei Dielerheide findet sich zudem Hochmoor, desgleichen im Norden des Stadtgebietes bei Weenermoor. Im nördlichen Stadtgebiet schließen sich östlich von Weenermoor überschlickte Randmoore (Überflutungsmoore) an. Weiter in Richtung Ems gibt es Knickmarschböden und schließlich Übergangs-Brackmarschböden. Im Süden der Stadt finden sich nahe der Ems Flussmarschböden.
Durchzogen ist das Stadtgebiet von einem engmaschigen Netz aus Gräben und Sieltiefen, die zur Entwässerung dringend nötig sind. Die Schöpfwerke Diele und Stapelmoor, denen die nach den Orten benannten Sieltiefe zufließen, entwässern das südliche Stadtgebiet zur Ems. Im nördlichen Kernstadtbereich besteht ein weiteres Schöpfwerk, das vom Buschfelder Sieltief gespeist wird. Dieses Schöpfwerk entwässert den zentralen Bereich der Stadt. Gekreuzt wird das Buschfelder Sieltief vom Dwarsdeep (plattdt.: Quertief), das in etwa parallel zur Ems verläuft und die in West-Ost-Richtung verlaufenden Sieltiefe miteinander verbindet. Das Dwarstief kreuzt in der nördlichen Nachbargemeinde Jemgum unter anderem das Großsoltborger Sieltief, das somit auch Teile des nördlichen Weeneraner Stadtgebietes entwässert. Lediglich ein sehr geringer Teil der Stadtfläche entwässert zum Dollart: Es sind die westlichsten Teile der Gemarkungen Tichelwarf und Holthuserheide. Sie entwässern letztlich über das in der Nachbargemeinde Bunde verlaufende Wymeerer Sieltief. Zuständig für die Entwässerung ist die Sielacht Rheiderland, die gemeinsam mit der Rheider Deichacht ihren Sitz in der Nachbargemeinde Jemgum hat.

### Nachbargemeinden

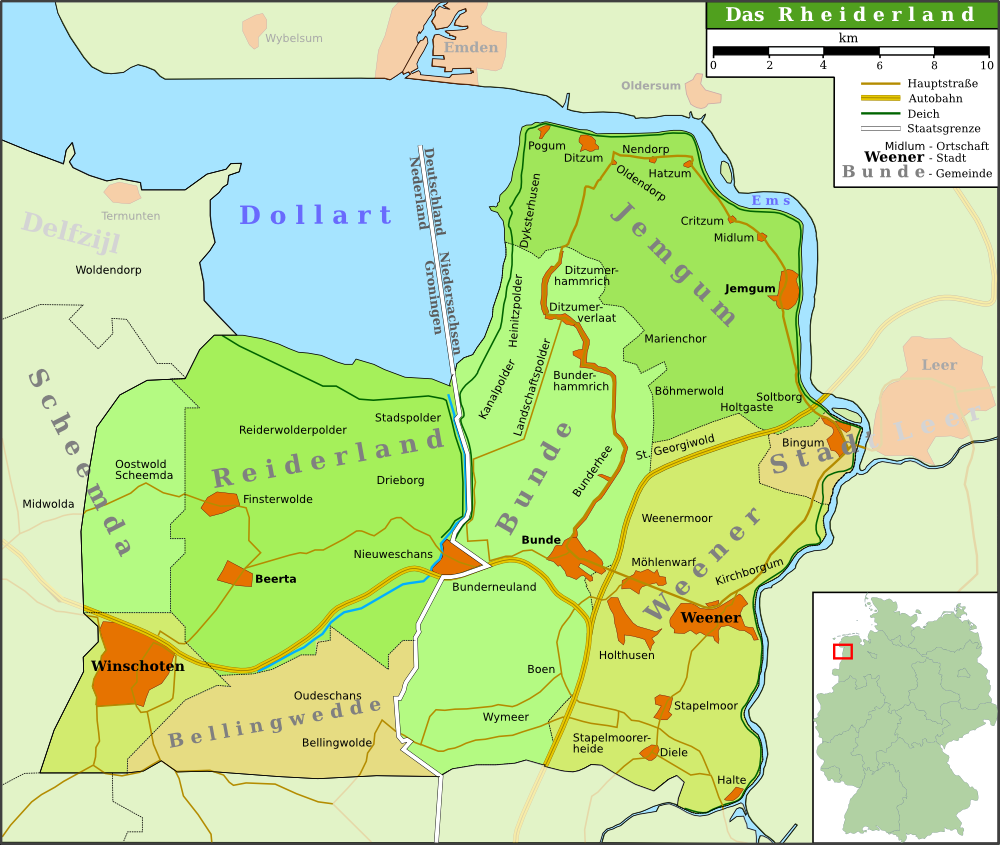
Weener im Rheiderland

Weener grenzt an sechs Kommunen. Dies sind im Uhrzeigersinn, beginnend im Westen, Bunde, Jemgum, Leer und Westoverledingen (jenseits der Ems). Diese vier Kommunen liegen im Landkreis Leer. Zudem grenzt Weener an Papenburg (jenseits der Ems) und Rhede, beide im Landkreis Emsland.

### Stadtgliederung
Die Stadt Weener besteht aus der Kernstadt und 14 weiteren Stadtteilen. Angegeben sind die Einwohnerzahlen vom 31. Dezember 2017.
| Stadtteil  | Einwohner |
| ---------- | --------- |
| Weener     | 7106      |
| Möhlenwarf | 1807      |
| Tichelwarf | 1746      |
| Holthusen  | 1129      |
| Stapelmoor | 1082      |

| Stadtteil         | Einwohner |
| ----------------- | --------- |
| Stapelmoorerheide | 798       |
| Diele             | 582       |
| Holthuserheide    | 396       |
| Weenermoor        | 347       |
| Kirchborgum       | 278       |

| Stadtteil      | Einwohner |
| -------------- | --------- |
| Vellage        | 207       |
| Beschotenweg   | 178       |
| Dielerheide    | 177       |
| Halte          | 124       |
| St. Georgiwold | 61        |

Ortschaften im kommunalrechtlichen Sinne sind dabei Beschotenweg, Diele, Holthusen, Kirchborgum, Stapelmoor, St. Georgiwold, Vellage, Weener und Weenermoor. Bei diesen handelt es sich um die Kommunen, die sich 1973 zur neuen Stadt Weener zusammenschlossen. Die übrigen Ortsteile gehörten früher zu einer jener Ortschaften.

### Flächennutzung
| Nutzung                            | Hektar |
| ---------------------------------- | ------ |
| Gebäude- und Freifläche            | 871    |
| davon Wohnfläche                   | 566    |
| davon Gewerbe- und Industriefläche | 61     |
| Betriebsfläche                     | 6      |
| Erholungsfläche                    | 68     |
| davon Grünanlage                   | 48     |
| Verkehrsfläche                     | 444    |
| davon Straße, Weg, Platz           | 379    |
| Landwirtschaftsfläche              | 5914   |
| davon Moor                         | 4      |
| Wasserfläche                       | 396    |
| Waldfläche                         | 193    |
| Flächen anderer Nutzung            | 232    |
| davon Friedhöfe                    | 6      |
| davon Unland                       | 94     |
| Gesamtfläche                       | 8124   |

Die Flächennutzungstabelle zeigt, dass Weener im Bundesvergleich – wie fast alle ostfriesischen Kommunen – über einen überdurchschnittlichen Anteil an Landwirtschaftsflächen verfügt. Er beträgt 72,8 % und liegt damit deutlich über dem deutschen Durchschnitt von 52,3 %, jedoch leicht unter dem ostfriesischen Durchschnitt von rund 75 Prozent. Knapp 4,9 % der Gesamtfläche Weeners sind mit Entwässerungsgräben und Tiefs von Wasser bedeckt, womit der deutsche Durchschnitt von 2,3 % Wasserflächenanteil um etwa das Doppelte überschritten wird. Extrem unterdurchschnittlich ausgeprägt ist hingegen der Waldanteil im Stadtgebiet. Mit 2,37 % unterschreitet er sogar den ostfriesischen Mittelwert von 2,6 %, der seinerseits im deutschlandweiten Vergleich sehr niedrig ist: Der Waldanteil an der Gesamtfläche Deutschlands liegt bei 30,1 %.

### Klima
Weener liegt in der gemäßigten Klimazone, im Einfluss der Nordsee. Im Sommer sind die Tagestemperaturen tiefer, im Winter häufig höher als im weiteren Inland. Das Klima ist von der mitteleuropäischen Westwindzone geprägt.
Nach der Klimaklassifikation von Köppen befindet sich die Stadt in der Einteilung Cfb. (Klimazone C: warm-gemäßigtes Klima, Klimatyp f: feucht-gemäßigtes Klima, Untertyp b: warme Sommer). Innerhalb der gemäßigten Zone wird es dem Klimabezirk Niedersächsisches Flachland Nordsee-Küste zugeordnet, der maritim geprägt ist und sich durch relativ kühle und regenreiche Sommer, verhältnismäßig milde, schneearme Winter, vorherrschende West- und Südwestwinde sowie hohe Jahresniederschläge auszeichnet.
Wetterdaten werden für das benachbarte Leer erhoben, das ähnliche klimatische Bedingungen aufweist: Die Temperaturen liegen dort derzeit im Jahresmittel bei 9 °C mit Höchstwerten in den Monaten Juli und August um die 20 °C und mittleren Niedrigstwerten um −2 °C im Dezember und im Januar. Die meisten Regentage gibt es mit jeweils 14 im November und Dezember, die wenigsten im März und Mai, wo an neun Tagen Niederschlag fällt. Die Zahl der durchschnittlichen Sonnenstunden pro Tag schwankt zwischen einer (Dezember/Januar) und sechs Stunden (Mai/Juni). Die mittlere frostfreie Zeit wird mit 170 bis 187 Tagen angegeben. Die mittlere Niederschlagsmenge liegt bei 738 mm/Jahr, die mittlere jährliche Sonnenscheindauer bei 1550 bis 1600 Stunden.

### Schutzgebiete
Auf dem Gebiet der Stadt Weener befindet sich das Naturschutzgebiet (NSG) Püttenbollen, ein Moorkomplex. Das NSG Süderkolk, das zum Teil auch auf dem Gebiet der Nachbargemeinde Bunde liegt, ist ein langsam verlandender Kolk. Außerdem hat Weener einen Anteil von etwa einem Achtel am NSG Emsauen zwischen Herbrum und Vellage.
Anteil hat Weener zudem am 8750 ha großen Landschaftsschutzgebiet „Rheiderland“, das sich auch auf die Nachbargemeinden Bunde und (vor allem) Jemgum erstreckt. Es hat laut NLWKN „nationale bis internationale Bedeutung (…) für nordische Gänse, die hier überwintern und denen landwirtschaftliche Nutzflächen zur Nahrungssuche dienen. Die Grünlandbereiche haben nationale bis internationale Bedeutung als Zwischenrastplatz namentlich für Goldregenpfeifer, Großer Brachvogel, Regenbrachvogel und Kiebitz.“
Als geschützte Landschaftsbestandteile sind darüber hinaus der Hessepark in der Kernstadt ausgewiesen, eine Eichenallee in Stapelmoor sowie zehn weitere Baumreihen und Solitärbäume in Holthuserheide, Holthusen und der Kernstadt. Sechs weitere Baumgruppen und Solitärbäume in der Kernstadt genießen Schutz als Naturdenkmale, ebenso wie ein Kastanienhain in Stapelmoor.

## Geschichte

### Ur- und Frühgeschichte
Das auf der Geest befindliche Kernstadtgebiet von Weener befindet sich auf uraltem Siedlungsgebiet. Durch zahlreiche Funde ist eine Besiedelung des Geestrückens seit der Steinzeit nachgewiesen. Im Ortsteil Diele, einem Haufendorf, wurden ebenfalls Funde aus der Steinzeit gemacht.
Aus der Mittelsteinzeit sind auch entlang der Ems Funde gemacht worden, die auf die Anwesenheit von Menschen hindeuten. Selbiges gilt für die benachbarten, aber deutlich besser erforschten Nordostniederlande. Im nahe gelegenen Landschaftspolder in der Nachbargemeinde Bunde wurde 1992 „eine Geweihaxt aus dem Geweih eines erlegten Rothirsches aus dem Mesolithikum oder der jüngeren Bronzezeit“ gefunden.
Die Flussmarsch der Ems wurde ab der älteren vorrömischen Eisenzeit, etwa im 7. Jahrhundert v. Chr., planmäßig besiedelt. Die Menschen siedelten auf einem schmalen Streifen auf dem Emsuferwall, der sowohl Schutz vor dem Wasser des Flusses bot als auch hoch genug gelegen war, um die Moräste des Sietlandes zu umgehen. Dieses hatte sich westlich des Emsuferwalls gebildet, als sich durch einen Anstieg des Meeresspiegels das Emswasser zunehmend staute und der natürlich Abfluss des Regenwassers aus dem Hinterland immer mehr ins Stocken geriet. Die Siedler fanden, vom Fluss aus betrachtet landeinwärts, eine von der Tide beeinflusste Schilfzone, Weichholzauen mit Weidengebüschen und -wald sowie Hartholzauen mit Ulmen, Erlen, Eichen und Eschen vor.

„Die ersten Siedler rodeten die auf den Sedimenten der Dünkirchen-0-Transgression gewachsenen Auenwälder. Dabei bevorzugten sie die Hartholzaue auf den hohen Lagen des Uferwalls als Siedlungsplätze und Ackerland. Hier war es trockener, und Eschen, Eichen und auch Ulmen boten geeignetes Bauholz für den Hausbau in nächster Nähe. Die niedrigere Weichholzaue am Flußufer und die Bruchwälder am Rande des Sietlandes lieferten Weiden- und Erlenholz für die Flechtwände der Häuser und andere Bedürfnisse. Aus den farnreichen Röhrichten, den Großseggenrieden und den Erlenbrüchen des Sietlandes im Westen gewann man Stallstreu, Heu und vermutlich auch Schilf für die Dächer der Häuser.“

Für die Mittlere Bronzezeit ist das Gebiet des Süder Hilgenholt ein wichtiger Fundplatz. Obgleich ein Großteil des Areals überbaut ist, konnten dort fünf Hausgrundrisse der Elp-Kultur (1600–900 v. Chr.) dokumentiert werden. Zudem wurden einfache steilwandige Näpfe, die teilweise mit Fingerkniffen verziert sind, und große, glattwandige doppelkonische Töpfe gefunden. Die Elpkultur gilt als regionale Gruppe der europäischen Hügelgräberbronzezeit, die sich westlich der Weser, nördlich der Mittelgebirge und in den Nordost- und Mittelniederlanden entwickelte.
Die Hausgrundrisse werden als große, 20–30 Meter lange Gehöfte mit Viehställen und Speichern gedeutet. Unmittelbar an die Siedlung schloss sich ein Gräberfeld an, das wahrscheinlich der jüngeren Bronzezeit zuzuordnen ist. Südöstlich des Fundgebietes wurden Speicher und ein Gräberfeld der frühen Eisenzeit mit zwölf Urnenbestattungen und drei Leichenbrandlager entdeckt.
Die Marschsiedlungen nahe der Ems erlaubten sowohl Viehzucht als auch Ackerbau. Unter den Nutztieren waren Rinder und Schafe vorherrschend. In einer Siedlung im nördlich von Weener gelegenen Hatzum wurden 53 % Rinderknochen und 22 % Schafsknochen bei Ausgrabungen entdeckt. Demgegenüber lag der Anteil an Pferde- (8 %) und Hundeknochen (3 %) sehr niedrig. Während die Rinder auf den süßen Weiden der Flussmarsch grasten, wurden die Schafe auf den minderwertigeren Böden gehalten. Genutzt wurde bei den Rindern deren Fleisch, Milch, Knochen und Fell, außerdem dienten sie als Zug- und Lasttiere. Inwieweit dies auch auf das Pferd zutraf, ist bis dato nicht festzustellen gewesen. Schafe lieferten darüber hinaus Wolle. Über weitere Haustiere, etwa Geflügel, ist ebenfalls noch nichts bekannt. Der Fischfang war trotz der Nähe zum Fluss nur von untergeordneter Bedeutung. Neben Pflanzen, die auch auf der Geest angebaut wurden wie etwa Emmer oder Nacktgerste, fanden sich – wegen der besseren Anbaubedingungen in der Marsch – auch Hinweise auf den Anbau von Ackerbohnen und Lein.
Nur unwesentlich nördlich des Weeneraner Stadtgebiets, bei Jemgum, befindet sich der Fundplatz Bentumersiel, der auf die Anwesenheit von Römern in der Antike hindeutet.

### Mittelalter
Der Ort Weener ist weit über 1000 Jahre alt. Es waren Mönche aus dem Kloster Werden, die um das Jahr 900 eine erste hölzerne Kirche auf dem heutigen Alten Friedhof bauten. Die Kirche war Johannes dem Täufer geweiht. Die erste urkundliche Erwähnung Weeners datiert auf das Jahr 951 und stammt aus dem Heberegister des Klosters Werden. Aus der Ansiedlung entwickelte sich über die Jahrhunderte zunächst ein Straßendorf um die heutige Norder-, Süder- und Kreuzstraße. Die alte Holzkirche wurde im Laufe der Zeit zu klein für die wachsende Bevölkerung. Im frühen 13. Jahrhundert ging man daher in Weener wie in vielen anderen ostfriesischen Orten daran, alte Holzkirchen durch Steinbauten zu ersetzen: Die Georgskirche stammt aus den Jahren um 1230.
Etwa vom 11. bis spätestens zum 14. Jahrhundert wurden im heutigen Stadtgebiet mehrere Moorkolonien angelegt, die nach der damals neuen Kolonisationsform durch das Aufstreckrecht (ostfriesisches Platt: Upstreekrecht) bestimmt wurden. Dabei durften Siedler, die sich am Geestrand nahe einem Moore angesiedelt hatten, ihre Parzellen parallel zueinander so lange ins Moor vortreiben, bis sie auf natürliche Hindernisse oder auf Parzellen anderer Siedler stießen, die von anderen Richtungen aus das Moor kultiviert hatten. Das Moor wurde kultiviert, indem der Torf abgetragen und das Land mit natürlichem Dünger aus angrenzenden Grünlandzonen der Moormarschgebiete versorgt wurde.

„Die Größe des Ackerlandes stand somit in jener Zeit in einem proportionalen Verhältnis zum Umfang des natürlichen Grünlandes. Dieser Aspekt muss den Kolonisten zu Beginn der Erschließung der Moore bewusst gewesen sein, denn Aufstrecksiedlungen sind in Ostfriesland und auch in den Niederlanden nur dort anzutreffen, wo grünlandträchtige Niederungsgebiete unmittelbar an Hochmoore angrenzen.“

Zu den Ortschaften, die sich durch das Aufstreckrecht ausbreiteten, zählen Weenermoor, St. Georgiwold, Stapelmoorerheide und Holthuserheide. Eine Besonderheit ergab sich dabei in St. Georgiwold, mehr noch in Weenermoor: Durch Bodenabsenkungen und Vernässung waren die Siedler gezwungen, ihre Upstreeken immer weiter in das abgetorfte Moor zu treiben und aus wirtschaftlichen Erwägungen (immer längere Wege zwischen Feld und Hof) ihre Wohnplätze weiter in das bereits abgetorfte Areal zu verlegen. In Weenermoor wurde die Siedlung daher im Laufe der Kolonisation gleich dreimal verlegt.
Durch Flutkatastrophen und Pestausbrüche im 14. Jahrhundert und die damit verbundenen wirtschaftlichen Einbrüche bildete sich das Ostfriesische Häuptlingswesen aus, indem einzelne Familien aus dem althergebrachten Prinzip der Friesischen Freiheit ausbrachen und sich zu Anführern eines (überschaubaren) Raumes aufschwangen. Im Rheiderland haben sich jedoch nie Häuptlingsgeschlechter herausgebildet, die eine ähnliche Bedeutung erlangt haben wie jene im nördlichen Ostfriesland, etwa die tom Brok oder Attena. Die Stellung der Häuptlinge im Rheiderland innerhalb des gesamtostfriesischen Machtgefüges jener Tage war eine untergeordnete. Vor allem waren sie lokal Großgrundbesitzer. Stattdessen geriet das Rheiderland in den Einflussbereich des Moormerlander Häuptlings Focko Ukena, der nach der Schlacht auf den Wilden Äckern 1427 für kurze Zeit der mächtigste Häuptling Ostfrieslands war. Er unterlag jedoch in einem folgenden Machtkampf dem Freiheitsbund der Sieben Ostfrieslande unter der Führung der Cirksena, die sich schließlich als das führende Geschlecht Ostfrieslands behaupteten und 1464 mit der Grafschaft Ostfriesland belehnt wurden. Ein Jahr zuvor wurde der Häuptling Wiart Memminga, der auf der Memmingaburg in Weener saß, noch im Zuge der Festsetzung der Grenze zwischen dem Bistum Münster und Ostfriesland bei Brual und Diele erwähnt.

### Von der Machtübernahme der Cirksenas 1464 bis zum Ende des Dreißigjährigen Kriegs (1648)
Nachdem sich die Cirksena als Herrschaftshaus über Ostfriesland durchgesetzt hatten, begannen sie, eine Amtsverwaltung in der Region aufzubauen. Das südliche Rheiderland mit Weener wurde von der 1433 erbauten Festung Leerort als Sitz eines gräflichen Amtmannes aus verwaltet.
Aufgrund der Grenzlage des Rheiderlandes gegen die Niederlande im Westen und das Hochstift Münster im Süden war Weener vom 15. bis ins späte 17. Jahrhundert mehrfach Schauplatz kriegerischer Auseinandersetzungen, unter denen der Ort und die umliegenden Dörfer schwer zu leiden hatten. Von besonderer Bedeutung für die Verteidigung Ostfriesland gen Süden war die vermutlich schon im 14. Jahrhundert errichtete Dieler Schanze im heutigen Stadtteil Diele.
Bei kriegerischen Auseinandersetzungen im Jahre 1492 ließ der Bischof von Münster, Heinrich von Schwarzburg, die Kommende Dünebroek, Bunde und Wymeer im Rheiderland plündern und nahm anschließend Weener ein. Eggerik Beninga berichtet darüber in seiner Cronica der Fresen:

„1492 up den dag Dionisii is Bisschup Hindrik van Schwartzenberg viantliker wyse (feindlicherweise) van Wedde na dat Closter Dunenbroek ingetagen, un heft de beide Karkspelen Hogebunde und Wymeer geroevet, und sint voort na Weener getagen, hebben de Flecken mit der karken (Kirche) verbranndt. Alle Ornamente, Kelke und Monstrantie mede genamen.“

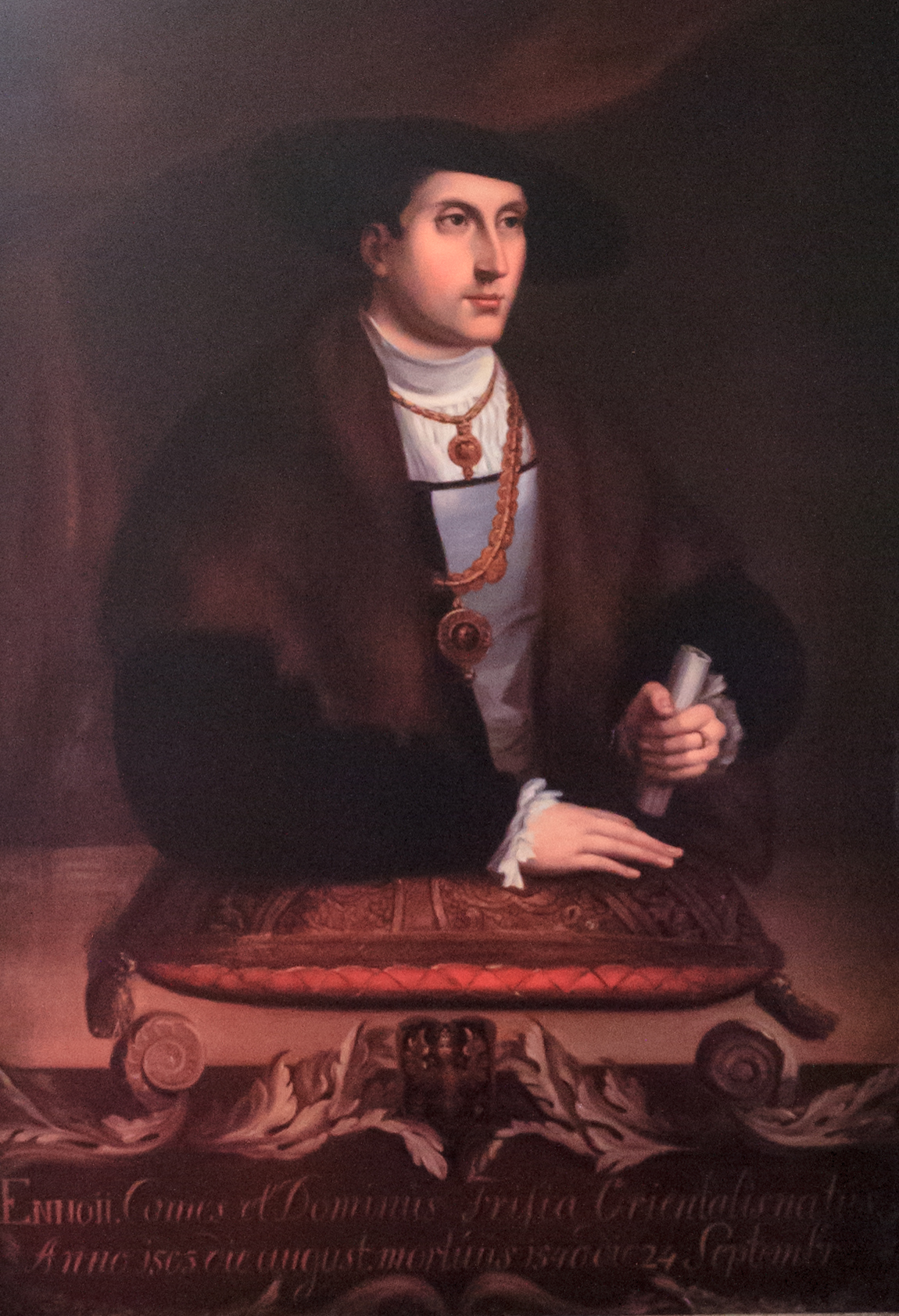
Enno II. von Ostfriesland

Im Zuge der Sächsischen Fehde (1514–1517) zogen Landsknechte der Schwarzen Garde durch das Rheiderland. Während der Geldrischen Fehde zwischen den Grafen Enno II. und Johann Cirksena und deren Intimfeind Balthasar von Esens sowie dessen Verbündetem, dem Herzog Karl von Egmond (1531–1534) war das Rheiderland Schauplatz kriegerischer Verwicklungen. 1533 zogen die Truppen des Herzogs von Geldern und Balthasars von Esens unter dem Söldnerführer Meinhart von Hamme mit 2000 Mann ins Rheiderland. Die Truppen Ennos wehrten den Einfall an der Dieler Schanze zunächst ab, ein weiterer Einfall von Hammes glückte jedoch. Er marschierte durch das heutige Stadtgebiet auf Jemgum zu, wo es im späteren Verlauf zur Schlacht von Jemgum kam, bei der die gräflichen Truppen unterlagen.
Im Achtzigjährigen Krieg, dem Unabhängigkeitskampf der Niederlande gegen Spanien, geriet das Rheiderland gleich zu Beginn in den Fokus der Kriegsparteien. Nach der Schlacht von Heiligerlee flohen die Geusen unter Ludwig von Nassau-Dillenburg gen Osten und quartierten sich im Rheiderland ein. Sie wurden von einem spanischen Heer unter dem Oberbefehl von Fernando Álvarez de Toledo, Herzog von Alba bis nach Ostfriesland verfolgt und in der Schlacht von Jemgum am 21. Juli 1568 fast völlig vernichtet. Die Truppen des Herzogs plünderten und brandschatzten anschließend drei Tage lang im Rheiderland. Auch in der Folgezeit wichen niederländische Truppen mehrfach ins rheiderländische Gebiet aus. Die Dieler Schanze wurde ausgebaut, um einem erneuten möglichen spanischen Einfall zu entgegen.
Nachdem Graf Edzard der Große dem Ort bereits 1508 das Marktrecht verliehen hatte, gewährte Gräfin Anna der reformierten Kirchengemeinde nach 1570 die Waage nebst Waagegerechtigkeit. Mit dem Ausbau des Hafens 1570 entwickelte sich der Ort zu einem wichtigen Handelsstandort für die landwirtschaftlichen Produkte der Umgebung.
Im Dreißigjährigen Krieg war Ostfriesland zwar nicht Schauplatz von Kampfhandlungen, es wurde jedoch von Truppen als Ruheraum benutzt. Dreimal (1622–1624, 1627–1631 und 1637–1651) zogen fremde Truppen in Ostfriesland ein, darunter hatte auch das Weeneraner Gebiet zu leiden. Besonders stark betroffen war die Region von der Besetzung durch die Mansfelder. Die beiden folgenden Besetzungen von 1627 bis 1631 durch kaiserliche Truppen unter Tilly bedeuteten ebenfalls Belastungen durch Kontributionen, desgleichen die von 1637 bis 1651 einquartierten hessischen Truppen unter Wilhelm V. von Hessen-Kassel. Während es für den Großteil Ostfrieslands hieß, die Besatzer hielten „Manneszucht und vermieden Ausschreitungen“ so galt dies für Weener nicht: 1637 nahmen hessische und 1647 kaiserliche Truppen den Ort ein und brannten ihn nahezu vollständig nieder. 108 Häuser wurden ein Raub der Flammen. Deswegen ist im Stadtwappen ein Phönix als Symbol für die Auferstehung aus dem Feuer enthalten. Ansonsten stellte sich die Situation unter den beiden Besetzungen materiell anders dar als unter Mansfeld: Es wurden zwar Kontributionen eingetrieben, doch wurde das Geld auch wieder in der Region ausgegeben. Während des Krieges brach in Ostfriesland die Pest aus, Todeszahlen für das vorliegende Gebiet sind jedoch nicht dokumentiert. Weener wurde 1650 als eine kleine Ackerbürgersiedlung mit 300 Einwohnern beschrieben, deren Existenzgrundlage vor allem die Landwirtschaft war.

### Wirtschaftlicher Aufstieg und Niedergang nach 1648

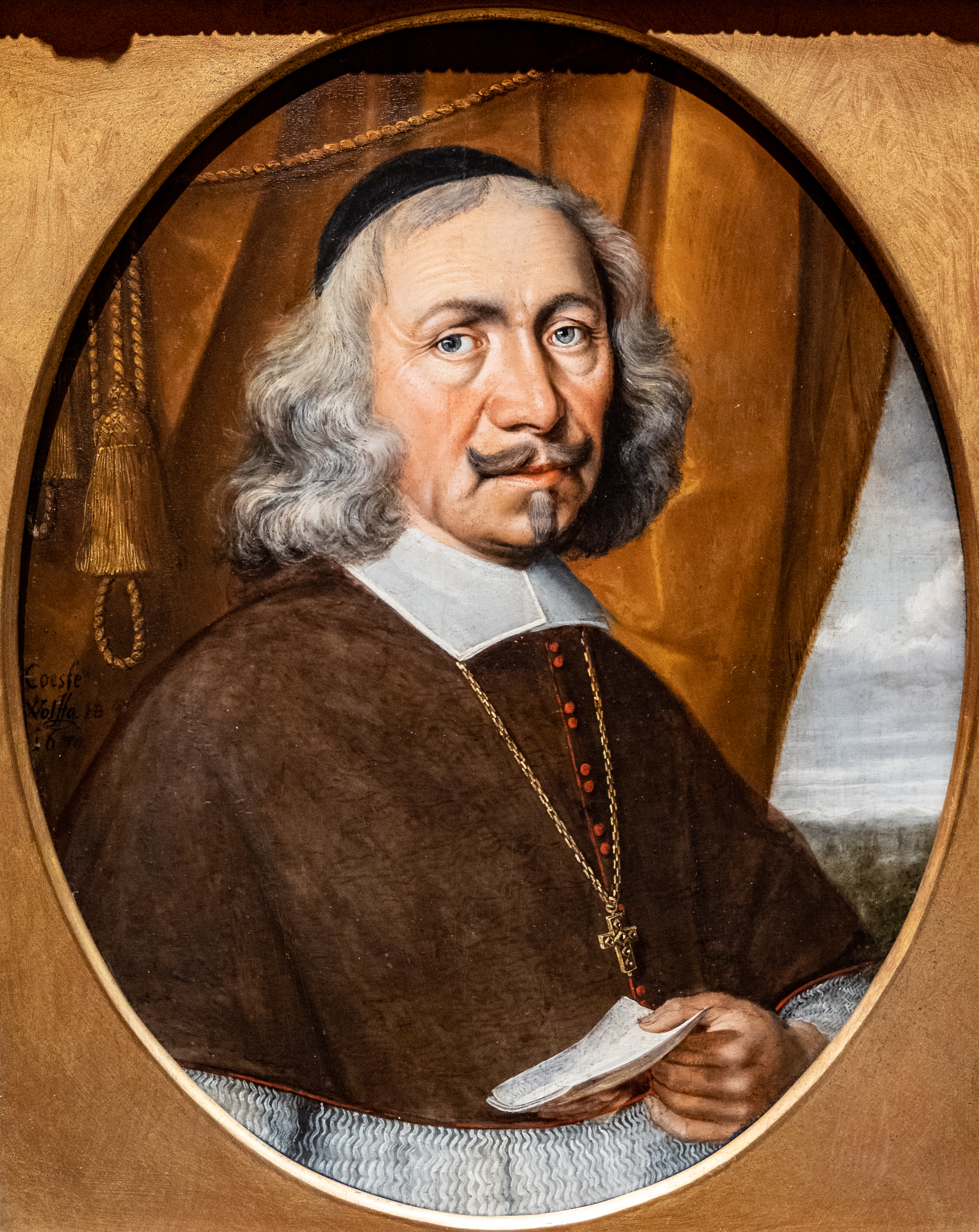
Der münstersche Fürstbischof Christoph Bernhard von Galen fiel im ausgehenden 17. Jahrhundert noch zweimal in das Rheiderland ein …

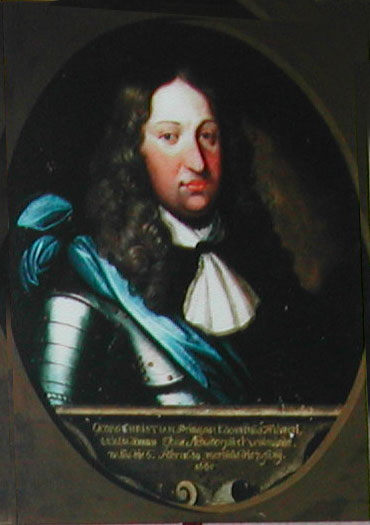
… um von Fürst Georg Christian von Ostfriesland eine Schuld in Höhe von 300.000 Talern einzutreiben.

Ein letztes Mal wurde das Weeneraner Gebiet im ausgehenden 17. Jahrhundert zum Schauplatz einer kriegerischen Auseinandersetzung, in der die Dieler Schanze eine wichtige Rolle spielte. Der wegen seiner Kriegslust auch Bomben-Bernd genannte Fürstbischof von Münster, Christoph Bernhard von Galen, versuchte, durch einen Einfall ins Rheiderland eine Schuld in Höhe von 300.000 Reichstalern einzutreiben, die dem ostfriesischen Fürstenhaus durch den Zugewinn des Harlingerlandes entstanden war. Fürst Georg Christian konnte die Summe nicht aufbringen, die sie bereits während des Dreißigjährigen Krieges Mansfeld in die Hände geraten war. Die münsterschen Truppen wurden jedoch mit Hilfe der niederländischen Generalstaaten und des Herzogs Eberhard von Württemberg vertrieben. Die Generalstaaten liehen Georg Christian die Schuldensumme und erhielten dafür 1664 das Dorf Diele und die Schanze. Acht Jahre später wurde die Schanze bei einer erneuten Auseinandersetzung des Bischofs von Münster mit den Generalstaaten von Truppen des Bischofs zerstört und hernach nicht wieder aufgebaut.
Weener erholte sich schnell von den Kriegswirren und erlebte im ausgehenden 17. und im 18. Jahrhundert eine wirtschaftliche Blütezeit, die hauptsächlich auf den Pferdehandel zurückzuführen war. Die Rheiderländer Pferde galten als hervorragende Kutsch- und Reitpferde. Sie erwarben sich im In- und Ausland einen ausgezeichneten Ruf. Jährlich wurden mindestens 1000 Pferde verkauft, unter anderem nach Brandenburg, Hannover und Sachsen und bis zu den Adligen Venedigs. Aber auch Kunden im südlichen Italien sowie in Frankreich setzten auf die Pferde aus Weener. Pferdezucht und -handel konzentrierten sich auf wenige Familien, zu nennen sind vor allem die Namen Lübbers, Hesse, Groeneveld, Goemann und Hitjer. Während des Spanischen Erbfolgekriegs erließ der ostfriesische Fürst 1704 ein Verbot, an Frankreich und seine Verbündeten Pferde zu liefern. Stattdessen wurden deutlich mehr Pferde an das Haus Habsburg veräußert, das sie in Italien für seine Eroberungen nutzte. Aus dieser Zeit sind lange und gefahrvolle Pferdetrecks von Ostfriesland über Augsburg und weiter über die Alpenpässe nach Italien überliefert.
Der wirtschaftliche Aufschwung durch den Pferdehandel machte sich auch in der Zunahme der Einwohnerzahl bemerkbar. Zählte der Flecken fünf Jahre nach Beginn der preußischen Herrschaft 1749 noch 1487 Einwohner, so war die Zahl bis 1805 auf 2337 angestiegen. Damit überholte Weener nach Einwohnerzahl die 1749 noch größeren Flecken Esens und Wittmund und zählte sogar etwa 150 Einwohner mehr als die Residenzstadt Aurich. Weener war nach Emden, Leer und Norden nunmehr zum viertgrößten Ort Ostfrieslands aufgestiegen. Die Stadt war das Zentrum des Rheiderlands und versorgte die umliegenden Dörfer, was an der Zahl der Kaufleute und Handwerker im Flecken abzulesen war: So gab es beispielsweise 1805 unter den etwa 2300 Einwohnern 17 Seiler, 43 Schneider, 40 Schuster, 32 Bäcker und 37 Zimmerleute (jeweils Meister und Gesellen zusammengerechnet). Mehr als 40 Krämer versorgten die Bevölkerung. Die Bedeutung der Schifffahrt lässt sich daran ablesen, dass es zusammen 71 Schiffer und Steuerleute auf eigenen oder fremden Schiffen gab, einfachere seemännische Berufe nicht eingerechnet.
Anfang des 19. Jahrhunderts stagnierte Weeners wirtschaftliche Entwicklung. Mit dem Frieden von Tilsit, als Preußen 1807 seine Gebiete westlich der Elbe an Napoleon abtrat, verschärfte sich der Niedergang weiter. Der Ort gehörte nun bis 1810 zum Königreich Holland und dann für etwa drei Jahre zum französischen Département Ems-Occidental. Obwohl Weener 1813 befreit wurde und in den Besitz Hannovers überging, erholte sich der Ort nicht. Handel und Schifffahrt gingen weiter zurück, der Hafen verödete.

### Vom Königreich Hannover bis zum Deutschen Kaiserreich (1815 bis 1918)
Auch als 1866 der Ort wieder zu Preußen kam, stellte sich zunächst keine wirtschaftliche Besserung ein. Erst 1876 erhielt Weener durch den Bau der Eisenbahnstrecke von Leer nach Nieuweschans einen Anschluss an die Eisenbahnstrecke zwischen Emden und Münster. Die Ems war für die große Schifffahrt nicht tief genug, vom Dortmund-Ems-Kanal profitierten andere Städte, wie Emden oder Leer.
Weener wurde 1885 Sitz des im Zuge der preußischen Kreisreform neu gegründeten Kreises Weener, der die Region Rheiderland umfasste. Die vorherige, vom Königreich Hannover übernommene Ämterstruktur wurde damit aufgelöst.
Die Stadt Weener blieb ein Zentrum des Viehhandels in Ostfriesland. Jährlich wurden etwa 3500 bis 4000 Stück Rheiderländer Vieh durch Weeneraner Händler in andere Gegenden Deutschlands und teils darüber hinaus verkauft. Auch war Weener ein Zentrum des Butterhandels weit über die Grenzen Ostfrieslands hinaus. In den 1880er-Jahren wurde Butter auch nach England geliefert, mit der fortschreitenden Industrialisierung Deutschlands stieg dann die inländische Nachfrage. Vor allem Westfalen, aber auch die norddeutschen Hansestädte waren ein bevorzugtes Absatzgebiet. Der landwirtschaftliche Aufschwung wurde auch durch die – von vielen Landwirten anfangs skeptisch betrachtete – Verwendung von Kunstdünger verbessert. Um die Landwirte von deren Einsatz zu überzeugen, wurden an Landwirtschaftsschulen eigens Kurse für den Umgang mit dem „Dung-Ersatz“ gegeben.
Während des gesamten 19. Jahrhunderts und auch bis ins 20. Jahrhundert hinein gab es große soziale und wirtschaftliche Gegensätze zwischen reichen Großbauern und armen Landarbeitern. In Berichten von Landarbeitern heißt es, dass die Arbeitstage von 4 bis 18 Uhr dauerten, unterbrochen von einer eineinhalbstündigen Mittagspause. Die Landarbeiter schliefen, so sie kein eigenes (und wenn doch, ein zumeist sehr ärmliches) Häuschen besaßen, oftmals mit dem Vieh im Stall. Schon mit etwa 13 Jahren, direkt nach dem Schulbesuch, wurde der Nachwuchs über sogenannte „Gesindemakler“ an Bauern vermittelt. Neben anderen gesundheitlichen Problemen war auch Alkoholismus weit verbreitet.

### Weimarer Republik und Nationalsozialismus
Im Jahr 1929 erhielt Weener Stadtrechte, die Bevölkerungszahl, die zu jener Zeit bei rund 4000 lag, nahm langsam zu. 1932 wurde durch eine Verordnung des preußischen Staatsministeriums der Kreis Weener aufgelöst und mit dem Landkreis Leer zusammengeschlossen.
Die Nationalsozialisten gründeten Ende 1930 eine Ortsgruppe der NSDAP und begannen mittels der SA ab November des Jahres mit gezielter Propagandaarbeit in Weener. Im Vorfeld der Kommunalwahl 1933 wurden nach Hausdurchsuchungen Kommunisten und Mitglieder anderer linker Parteien verhaftet. Einen Tag vor der Wahl wurden Rede- und Versammlungsverbote erlassen. Die NSDAP-Ortsgruppe war zu dieser Zeit tief zerstritten und konnte keine gemeinsame Liste aufstellen. So traten die Gruppierung Nationale Einheit sowie die Kampfliste Buisenga mit nationalsozialistischen Wahlprogrammen an und erreichten bei der Kommunalwahl zusammen eine überwältigende Mehrheit. Erste Amtshandlung der neuen Räte war die Ernennung Adolf Hitlers und Paul von Hindenburgs zu Ehrenbürgern der Stadt Weener. Die Norderstraße wurde in Adolf-Hitler-Straße und die Westerstraße in Hindenburgstraße umbenannt. Zahlreiche politische Gegner wurden verhaftet, die Kommunisten und ihre Sympathisanten wurden in Schutzhaft genommen und in verschiedene Konzentrationslager verbracht. Das von Sozialdemokraten dominierte Bündnis Reichsbanner Schwarz-Rot-Gold löste sich auf.

Carl Röver

NSDAP-Gauleiter Carl Röver aus Oldenburg löste 1933 die NSDAP-Ortsgruppe Weener für einen Tag auf, indem er sie der Ortsgruppe Leer unterstellte. Um ihr „rückhaltloses“ Eintreten für den nationalsozialistischen Staat zu überprüfen, mussten alle Beamten der Stadtverwaltung Weener im Rathaussaal antreten und ein Beitrittsformular zur NSDAP ausfüllen. Der seit 1925 amtierende Bürgermeister Werner wurde zwangsweise in den Ruhestand versetzt. Seine Nachfolge trat Enno Klinkenborg aus Dorenberg an.

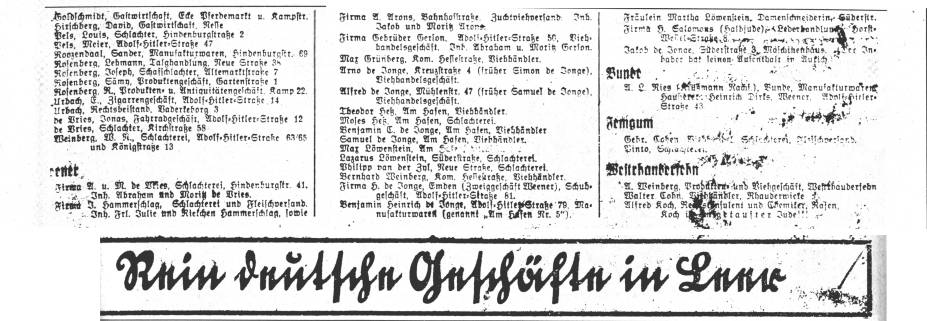
Beilage der Ostfriesischen Tageszeitung vom 20. Juli 1935: „Rein deutsche Geschäfte in Leer“. Eine ähnliche Übersicht wurde auch für Weener publiziert.

Am 28. März 1933 erließ Anton Bleeker, der SA-Standartenführer in Aurich (ab Juli 1934 für Oldenburg-Ostfriesland), ein Schächtverbot für alle ostfriesischen Schlachthöfe und ordnete die Verbrennung aller Schächtmesser an. Als ab 1935 der Viehmarkt in Weener überwacht wurde, konnten ihn jüdische Händler nicht mehr in Anspruch nehmen, worauf sich die wirtschaftliche Lage der jüdischen Betriebe verschlechterte. Im selben Jahr veröffentlichte die Ostfriesische Tageszeitung am 20. Juli den Aufruf „Volksgenossen, kauft nicht in folgenden jüdischen Geschäften“ und führte alle noch in den Orten Ostfrieslands bestehenden jüdischen Geschäfte auf. Für Weener wurden 23 jüdische Geschäfte genannt, zwei Drittel von ihnen waren im Viehhandel tätig, sechs als Schlachter.
In der Nacht vom 9. auf den 10. November 1938 kam es auch in Weener zu den deutschlandweiten Ausschreitungen gegen die Juden, die später als „Reichskristallnacht“, „Reichspogromnacht“ oder Novemberpogrome 1938 bezeichnet wurden. Nationalsozialisten zerstörten in der Reichspogromnacht die Synagoge und verhafteten die Weeneraner Juden. Im September 1939 lebten noch 37 Personen jüdischen Glaubens in Weener. Bis zum 7. April 1942 löste sich die Jüdische Gemeinde Weener völlig auf.
Von den 131 Juden, die 1933 in Weener lebten, starben 12 dort eines natürlichen Todes, 24 wanderten in Exilländer in Übersee aus, 16 davon nach Südamerika. Auch drei Juden, die in die Niederlande geflohen waren, überlebten den Holocaust. Mindestens 48 fanden den Tod in Konzentrationslagern oder bei Deportationen. Das Schicksal der übrigen ist unbekannt.

### Nachkriegszeit
In der unmittelbaren Nachkriegszeit war der Landkreis Leer unter den drei ostfriesischen Landkreisen am stärksten mit Ostflüchtlingen belegt, weil er – im Gegensatz zu den Landkreisen Aurich und Wittmund – nicht als Internierungsgebiet für kriegsgefangene deutsche Soldaten diente. Allerdings nahm der Landkreis Leer in der Folgezeit unter allen niedersächsischen Kreisen die meisten Personen auf, die schon in den Ostgebieten arbeits- oder berufslos waren. Auch der Anteil der über 65-Jährigen lag höher als im Durchschnitt Niedersachsens. Hingegen verzeichnete der Landkreis Leer unter allen niedersächsischen Landkreisen den geringsten Anteil an männlichen Ostflüchtlingen im Alter von 20 bis 45 Jahren. Die Situation stellte sich dabei in den verschiedenen Stadtteilen völlig unterschiedlich dar: Während in der Gemeinde St. Georgiwold aufgrund der angenommenen landwirtschaftlichen Leistungsstärke 45 Prozent der Einwohner Ostflüchtlinge waren, lag der Anteil in den vom Moor geprägten Gemeinden niedriger.

Friesenbrücke von 1950/1951 mit geöffnetem Klappteil, das im Dezember 2015 durch ein Schiff zerstört wurde

Die isolierte Lage des Rheiderlands durch die trennende Ems wurde in den ersten Nachkriegsjahren durch die Sprengung der Friesenbrücke in den letzten Kriegstagen noch deutlich verschärft. Um nach Leer zu gelangen, musste ein Umweg über das emsländische Haren in Kauf genommen werden, wo es eine Behelfsbrücke über die Ems gab. Da die Straßen durch das Emsland damals oftmals noch grundlos waren, ergab sich für Transporte ins gegenüberliegende Leer am anderen Emsufer fast eine Tagesreise. Die Friesenbrücke wurde erst in den Jahren 1950/1951 neu aufgebaut und erhielt neben dem Gleis auch einen Fuß- und Radweg. Die Zerstörung der Brücke durch einen Frachter sorgte Ende 2015 bundesweit für Schlagzeilen. Mit dem Bau der neuen Friesenbrücke wurde im Sommer 2021 begonnen, die Brücke soll voraussichtlich Mitte 2025 fertiggestellt werden.
Während des Aufbaus der Bundeswehr wurde Weener ab 1957 Standort eines größeren Materialdepots, in das 1958 auch eine Fernmeldekompanie einzog, die 350 Soldaten umfasste und dort bis 1969 stationiert war. In jenen Jahren war Weener somit Garnisonsstadt. Die Bundesmarine begann 1968 mit dem Bau eines weiteren Materialdepots, das sich im Laufe der folgenden Jahre zusammen mit dem bereits bestehenden Depot zum größten Arbeitgeber Weeners entwickelte. In den 1960er Jahren wurde auch die Infrastruktur der Stadt bedeutend erweitert, vor allem durch das 1963 eröffnete Wasserwerk, das die bis dahin noch vielfach anzutreffende Zisternenversorgung ablöste, sowie 1969 durch den Bau der Realschule Rheiderland. Die Aula der Schule wird seitdem auch als Theatersaal für die Stadt genutzt.
Seit der Kommunalreform wurde die Infrastruktur der Stadt weiter ausgebaut. So entstand bereits in den 1970er Jahren ein neues Seniorenzentrum für das Rheiderland. Investitionen in Freizeit- und Erholungseinrichtungen, die sich über mehrere Jahre erstreckten, haben eine Hinwendung zum Tourismus ermöglicht, der seither ein zusätzliches Standbein der lokalen Wirtschaft ist. Während in den 1990er Jahren die größeren Weeneraner Traditionsfirmen Baumschulen Hesse und die Puddingfabrik Polak ihre Betriebspforten schließen mussten, wuchsen andere eingesessene Unternehmen wie Weener Plastik, die Papierfabrik Klingele und der Bauteile-Hersteller Wildeboer teils deutlich und beschäftigen zusammen eine größere dreistellige Zahl von Mitarbeitern in der 15.000-Einwohner-Stadt. Große Bedeutung für die verkehrliche Anbindung Weeners hatte der Bau der Bundesautobahn 31 auf dem Abschnitt zwischen Papenburg über Weener nach Leer in der Zeit von 1989 bis 1991, inklusive des zu dieser Zeit fertiggestellten Emstunnels. Auch die endgültige Fertigstellung der Gesamtstrecke der A 31 im Jahre 2004 trug dazu bei, die Verkehrsanbindung Weeners zu verbessern.

### Eingemeindungen
Am 1. Januar 1973 schlossen sich die Stadt Weener und die umliegenden sieben Gemeinden Beschotenweg, Diele, Holthusen, Kirchborgum, St. Georgiwold, Stapelmoor, Vellage und Weenermoor zur Stadt Weener zusammen. Die genannten früheren Gemeinden wurden in Ortschaften umgewandelt und bekamen Ortsräte, die sich um rein örtliche Belange kümmern.

### Einwohnerentwicklung
Weener ist die größte der drei Kommunen, die das Rheiderland bilden. Mit mehr als 15.500 Einwohnern (Stichtag: 31. Dezember 2017) ist sie die fünftgrößte Kommune des Landkreises Leer nach der Kreisstadt und den ländlichen Gemeinden Moormerland, Westoverledingen und Rhauderfehn. In Ostfriesland ist Weener die zehntgrößte Kommune und die sechstgrößte der zehn Städte. Innerhalb des Landkreises Leer ist sie eine von drei Städten neben Leer und Borkum.
Relativ verlässliche Einwohnerzahlen für Ostfriesland liegen seit Beginn der ersten preußischen Herrschaft (1744) vor. Die im Zweiten Weltkrieg weitgehend unversehrt gebliebene Stadt nahm eine größere Zahl Heimatvertriebener auf, wodurch die Einwohnerzahl weiter anstieg. Eine weitere Zunahme bedeutete im Jahre 1973 die Eingemeindung umliegender Kommunen.
Erstmals übertroffen wurde die Marke von 15.000 Einwohnern im Jahr 1996.
| Jahr | Einwohner a |
| ---- | ----------- |
| 1821 | 2.345       |
| 1848 | 2.991       |
| 1871 | 3.209       |
| 1885 | 3.724       |
| 1905 | 3.872       |
| 1919 | 3.678       |
| 1933 | 4.290       |

| Jahr | Einwohner |
| ---- | --------- |
| 1939 | 4.338     |
| 1946 | 5.635     |
| 1950 | 5.966     |
| 1956 | 5.357     |
| 1960 | 5.461     |
| 1961 | 5.461     |
| 1970 | 5.667     |

| Jahr | Einwohner |
| ---- | --------- |
| 1980 | 14.115    |
| 1990 | 14.320    |
| 2006 | 15.762    |
| 2010 | 15.710    |
| 2015 | 15.510    |
| 2017 | 15.578    |

Einwohnerentwicklung von Weener von 1821 bis 2017

4,4 % der Einwohner Weeners haben einen niederländischen Pass. In absoluten Zahlen bedeutet dies, dass knapp 700 Niederländer in Weener leben. Erklärbar ist dies durch die deutlich geringeren Immobilienpreise in Ostfriesland im Vergleich zum Nachbarland. Durch die gute Verkehrsverbindung über die A 280 / Rijksweg 7 fällt das Pendeln leicht.

### Entwicklung des Ortsnamens
In den Heberegistern des Klosters Werden wurde der Ort im 10. Jahrhundert in Uuianheri genannt. Im 10./11. Jahrhundert wurde Weener in Urkunden Uuenari geschrieben. Für 1282 ist die Bezeichnung in Wenre überliefert. Seit 1460 ist der heutige Name üblich.
Das Grundwort des Ortsnamens wird vom altfriesischen here oder dem altniederdeutsch hara abgeleitet, deren Bedeutung mit Anhöhe angegeben wird. Hinzu kam als Bestimmungswort die indogermanische Wurzel uei- oder ui, die mehrere Bedeutungen hat. Für Weener kommen sowohl Wald-, Wild-, Stamm oder Weihe in Frage. Der Ortsname ist also entweder als waldige Anhöhe oder als geweihte Anhöhe zu deuten.

## Politik
Wie das gesamte Rheiderland (und Ostfriesland in seiner Gesamtheit) ist Weener bei Wahlen eine traditionelle Hochburg der SPD. Die Sozialdemokraten stellen auch den Landtagsabgeordneten. Da der Landkreis Leer mit dem nördlichen Teil des katholisch geprägten Emslandes einen Bundestagswahlkreis bildet, zieht jedoch zumeist ein CDU-Abgeordneter in den Bundestag ein.
Innerhalb des Stadtgebiets befinden sich dabei einige ausgeprägte Hochburgen der beiden Volksparteien CDU und SPD, die schon seit Beginn der Bundesrepublik festzustellen sind. Die klarste Dominanz haben die Christdemokraten in St. Georgiwold, das noch stets von der Landwirtschaft und einzelnen Höfen geprägt ist. Im Gegensatz dazu sind die früheren Landarbeitersiedlungen Beschotenweg, Möhlenwarf und Tichelwarf seit Jahrzehnten SPD-Hochburg. In den genannten Ortschaften setzen sich bereits in den ersten gut zwei Jahrzehnten des Bestehens der Bundesrepublik regelmäßig die genannten Parteien durch. Im Kernort Weener mit seiner Handelsstruktur dominierte in den ersten zwanzig Jahren (bis 1969) bei Bundestagswahlen die CDU und wurde erst bei der „Willy-Brandt-Wahl“ 1972, die der SPD in Ostfriesland ein Rekordergebnis und das Eindringen in manche vorherige CDU-Bastion erbrachte, von den Sozialdemokraten abgelöst. Der CDU kam in den Anfangsjahren der Bundesrepublik zudem zugute, dass sie im Landkreis Leer schneller und durchgreifender organisiert war als in den anderen ostfriesischen Landkreisen. Spätestens seit 1972 beziehungsweise seit dem Zusammenschluss der Kommunen zur Stadt Weener 1973 ist das Stadtgebiet in seiner Gesamtheit SPD-dominiert.
Im Jahr 2008 stieß der damalige Weeneraner Bürgermeister Wilhelm Dreesmann im Rheiderland eine Diskussion über die Fusion der drei rheiderländischen Kommunen (Stadt Weener, Gemeinden Bunde und Jemgum) an. Entsprechende Vorschläge hatte es aber auch schon in der Vergangenheit gegeben. Begründet wurde der Vorstoß mit möglichen finanziellen Vorteilen durch Zusammenlegungen und Einsparungen, aber auch durch höhere Gestaltungsspielräume in bestimmten kommunalpolitischen Bereichen, etwa bei der Planung von Schuleinzugsgebieten. Dies traf jedoch auch auf Kritik und Skepsis.

### Stadtrat

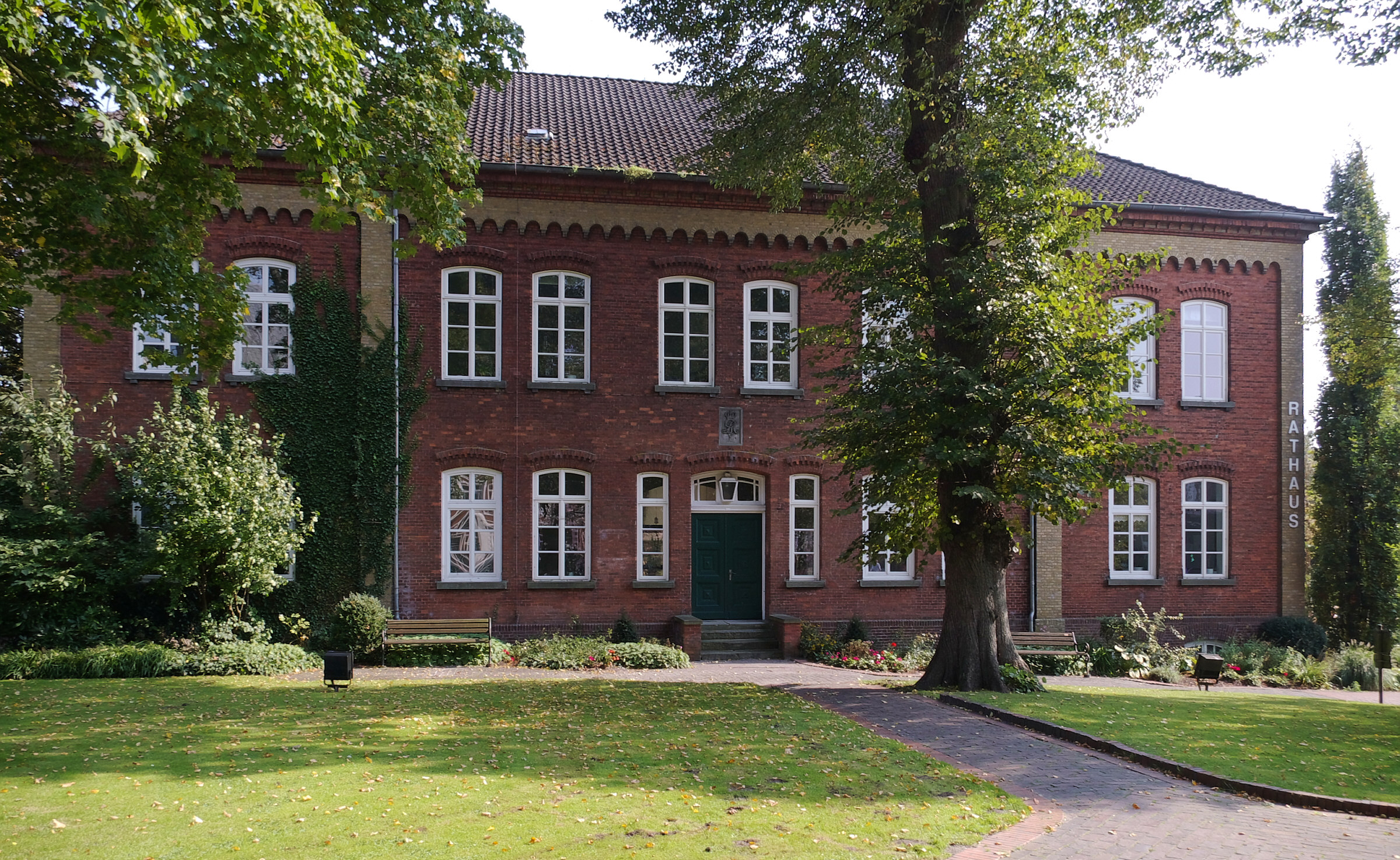
Ehemaliges Amtshaus in Weener

Der Rat der Stadt Weener besteht aus 32 Ratsfrauen und Ratsherren. Dies ist die festgelegte Anzahl für eine Stadt mit einer Einwohnerzahl zwischen 15.001 und 20.000 Einwohnern. Die 32 Ratsmitglieder werden durch eine Kommunalwahl für jeweils fünf Jahre gewählt. Die aktuelle Amtszeit begann am 1. November 2021 und endet am 31. Oktober 2026.
Stimmberechtigt im Stadtrat ist außerdem der hauptamtliche Bürgermeister Heiko Abbas.
Die letzte Kommunalwahl am 12. September 2021 führte zu folgendem Ergebnis:
| Partei                               | Anteilige Stimmen | Anzahl Sitze | Veränderung Stimmen |
| ------------------------------------ | ----------------- | ------------ | ------------------- |
| SPD                                  | 51,8 %            | 17           | +4,2 %p             |
| CDU                                  | 26,5 %            | 8            | +3,9 %p             |
| Bündnis 90/Die Grünen                | 8,5 %             | 3            | +3,0 %p             |
| AfD                                  | 5,3 %             | 2            | −2,1 %p             |
| Unabhängige Wählergemeinschaft (UWG) | 4,8 %             | 2            | −2,5 %p             |

Bei der Kommunalwahl am 11. September 2016 erlangte keine Partei die absolute Mehrheit. Dies änderte sich 2021, als die SPD 51,8 % erreichte. Während die Wählergruppe der Unabhängigen Wählergemeinschaft und die AfD Verluste hinnehmen mussten, gewannen SPD, CDU und Grüne hinzu. Die Wahlbeteiligung von 56,9 % entsprach in etwa dem niedersächsischen Durchschnitt von 57,1 Prozent.

### Bürgermeister
Hauptamtlicher Bürgermeister der Stadt Weener ist Heiko Abbas (CDU). Sein Vorgänger war Ludwig Sonnenberg (parteilos). Bei der vorletzten Bürgermeisterwahl am 25. Mai 2014 konnte er sich im ersten Wahlgang mit 56,6 % der Stimmen gegen drei Gegenkandidaten durchsetzen. Bei der Kommunalwahl 2021 trat Sonnenberg nicht wieder an. Als neuer Bürgermeister wurde Heiko Abbas von der CDU mit 54,55 % gewählt. Er trat sein Amt am 1. November 2021 an. Silke Helbich von der SPD unterlag mit 32,03 %. Zwei weitere Einzelwahlvorschläge erzielten nur einstellige Ergebnisse.

### Vertreter im Land- und Bundestag
Weener zählt zum Landtagswahlkreis Leer/Borkum. Er umfasst die Städte Borkum, Weener die Gemeinden Bunde, Jemgum, Moormerland und Westoverledingen sowie das gemeindefreie Gebiet Insel Lütje Hörn. Bei der letzten Landtagswahl in Niedersachsen vom 9. Oktober 2022 gewann Nico Bloem (SPD) das Direktmandat mit 42,7 % der Stimmen. Über die Landesliste von Bündnis 90/Die Grünen zog Meta Janssen-Kucz erneut in den Landtag ein. Janssen-Kucz legte ihr Mandat im Dezember 2024 nieder.
Die Stadt Weener gehört zum Bundestagswahlkreis Unterems (Wahlkreis 25), der aus dem Landkreis Leer und dem nördlichen Teil des Landkreises Emsland besteht. Der Wahlkreis wurde zur Bundestagswahl 1980 neu zugeschnitten und ist seitdem unverändert. Bislang setzten sich in diesem Wahlkreis ausschließlich CDU-Kandidaten durch. Bei der Bundestagswahl 2025 wurde die CDU-Abgeordnete Gitta Connemann aus Leer erneut direkt gewählt. Über Listenplätze der Parteien zogen Anja Troff-Schaffarzyk (SPD) und Martina Uhr (AfD) aus dem Wahlkreis in den Bundestag ein.

### Wappen
| Wappen von Weener | Blasonierung: „In Blau auf goldenen, mit schräg gekreuzten schwarzen Scheiten belegten Flammen stehend ein in der oberen Hälfte silberner, unten roter, golden bewehrter und rot bezungter Phoenix.“ |
| Wappen von Weener | Wappenbegründung: Der Phoenix erinnert an die Brandschatzungen während des Dreißigjährigen Krieges und an den Wiederaufstieg der Stadt.                                                              |

### Flagge
|  | 00Hissflagge:„Die Flagge ist blau-weiß-rot geteilt mit dem aufgelegten Wappen in der Mitte. Die Flagge wird auch ohne Wappen gezeigt.“ |

### Städtepartnerschaften
Weener ist bislang Städtepartnerschaften mit dem französischen Les Pieux sowie mit der finnischen Kommune Eurajoki eingegangen. Beide Partnerschaften wurden am 15. Juli 1992 besiegelt. Gegenseitige Besuche sind die Regel. Um die Freundschaft mit Les Pieux kümmert sich der 2005 gegründete Deutsch-Französische Freundeskreis Rheiderland.

## Religion

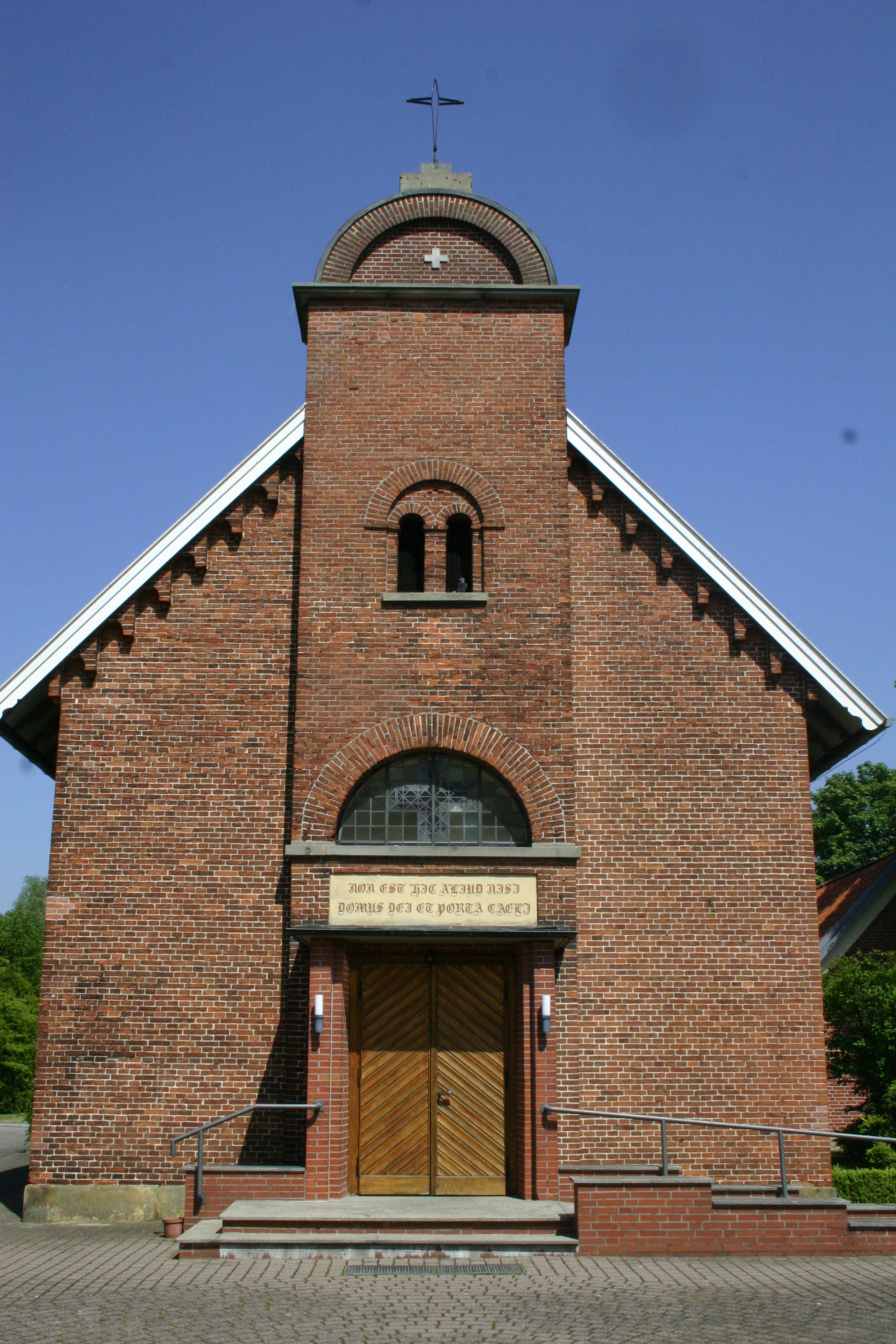
Katholische St.-Joseph-Kirche

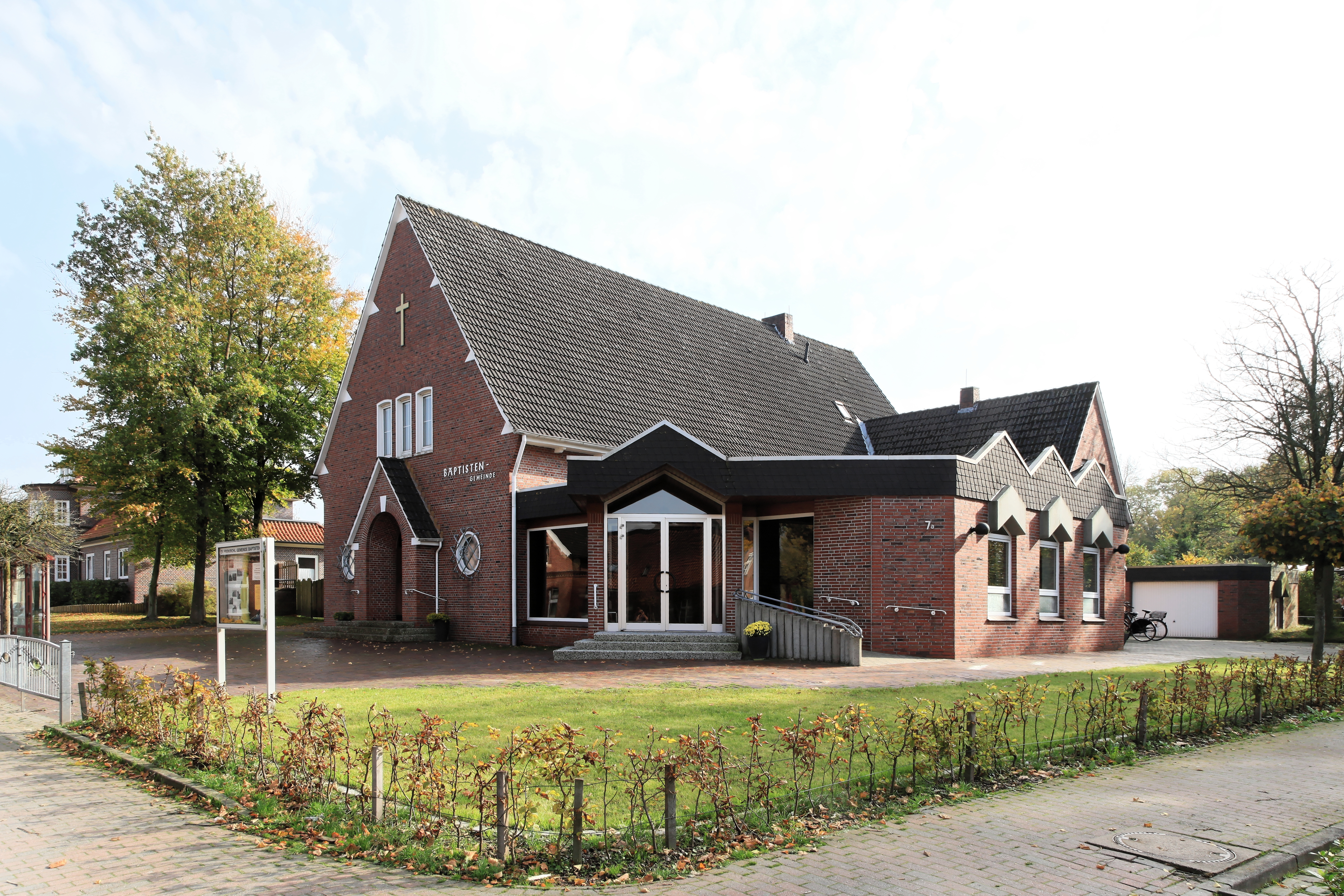
Baptistenkirche Weener

Wie das gesamte Rheiderland ist die Stadt Weener calvinistisch geprägt. Die meisten Kirchengemeinden gehören zur Evangelisch-reformierten Kirche. Lediglich im Ortsteil Weener gibt es auch eine lutherische Gemeinde. Dort haben auch die römisch-katholische Gemeinde sowie die Evangelisch-Freikirchliche Gemeinde (Baptisten), die Ev. Gemeinschaft Weener und eine Pfingstgemeinde ihren Sitz. Eine jüdische Gemeinde gibt es seit der Zeit des Nationalsozialismus nicht mehr. Zahlen zu muslimischen Einwohnern liegen nicht vor. Die nächstgelegenen Moscheen befinden sich in Emden (Eyüp-Sultan-Moschee) und Papenburg.

### Christentum
Die Stadt Weener ist wie das gesamte Rheiderland überwiegend evangelisch-reformiert. Reformierte Kirchengemeinden gibt es in den Stadtteilen Weener (Kernstadt), Kirchborgum, Möhlenwarf, Holthusen, Vellage, Weenermoor und Stapelmoor. Die im alten Stadtkern gelegene Georgskirche wurde auf dem höchsten Punkt der Stadt erbaut. Im Zuge der Reformation wurde die Kirche wahrscheinlich im Jahr 1528 evangelisch. Erster Pastor war Johannes Schulten, der 1524 bis 1562 in Weener wirkte und noch als katholischer Priester in die Stadt gesandt wurde, sich aber bald dem neuen Glauben anschloss. In der Zeit zwischen 1560 und 1592 versahen neun Vikare ihren Dienst in Weener, die jedoch aufgrund ihres geringen Auskommens und ihrer Armut den Ort wieder verlassen mussten. Im Zeitalter des Pietismus waren der Kirchengeschichtsschreiber Eduard Meiners (1717–1723) und sein Nachfolger Wilhelmus Schortinghuis (1723–1734) mit seiner Lehre von der Befindlichkeit einflussreich. Zeitgleich mit ihnen wirkte Henricus Klugkist, der von 1706 bis 1746 Pastor in Weener war und dessen Grabstein sich in der Kirche befindet. Klugkists Lebenswandel und Glaube wirkten auf viele authentisch und überzeugend, sodass das Gemeindeleben aufblühte und die Gemeinde einen zweiten Pastor anstellen konnte. Samuel Eilshelmius war in den Jahren 1749 bis 1787 Nachfolger von Klugkist und ebenfalls Pietist. Am Ende des 19. Jahrhunderts, zur Zeit des Superintendenten Reemt Peters Wolbertus Smidt (1840–1927), wies Weener im Vergleich mit dem übrigen Ostfriesland einen vergleichsweise hohen Gottesdienstbesuch von 30–50 % auf, so dass die Kirche erheblich erweitert werden musste. Der reformierten Kirchengemeinde im Stadtbereich von Weener gehören heute etwa 3700 Mitglieder an. Seit 1956 steht ein Gemeindehaus für kirchliche Veranstaltungen, gemeindliche Belange und die Administration zur Verfügung.
Die katholische Gemeinde ist die einzige des Rheiderlandes und betreut daher sämtliche Katholiken in diesem Landstrich. Ihr einschiffiges Gotteshaus wurde 1842/43 nach Plänen des Architekten Mecklenburg erbaut. Die Kirche ist dem Patrozinium Josef von Nazaret unterstellt.
Die evangelisch-lutherische Gemeinde gehört zu den jungen Kirchen Weeners. Die Grundsteinlegung für ihre Erlöser-Kirche fand erst am 21. September 1952 statt. Ihre offizielle Konstituierung erfolgte nach einem längeren Rechtsstreit mit der reformierten Landeskirche am 1. Oktober 1955. Bis dahin wurden die lutherischen Weeneraner unter anderem von den Gemeinden in Bingum, Holtgaste, Leer und Pogum seelsorgerlich betreut. Zum Amtsbezirk der evangelisch-lutherischen Kirchengemeinde Weener gehört auch Stapelmoor.
Die Evangelisch-Freikirchliche Gemeinde mit Gemeindehäusern in Weener und Möhlenwarf gehört zu den ältesten Baptistengemeinden Ostfrieslands. Ihre Anfänge gehen auf eine von Julius Köbner vollzogene Gläubigentaufe im Jahr 1846 zurück. Taufort war die sogenannte Lotts Tilke am Weeneraner Tief. Am Gemeindeaufbau waren unter anderem die baptistischen Pioniere Johann Ludwig Hinrichs und Peter Johannes de Neui beteiligt. Erster Prediger der Gemeinde war der aus Markt Berolzheim in Bayern stammende Missionsarbeiter Johann Carl Cramer, der allerdings nur kurze Zeit wirkte und als „unerwünschter Ausländer“ bereits 1850 von den Behörden aus der Stadt verwiesen wurde. Als er Weener verließ, war die Gemeinde, die noch als Station der Baptistengemeinde Ihren geführt wurde, bereits auf 50 getaufte Mitglieder angewachsen. Im Jahr 1880 konnte das erste Gotteshaus der Gemeinde, dessen ursprüngliche Gestalt durch An- und Umbauten heute nicht mehr zu erkennen ist, seiner Bestimmung übergeben werden. Bis dahin hatte man sich in einem Privathaus versammelt. Im Jahr 1896 erhielt die Baptistengemeinde Weener ihre Eigenständigkeit. Neben ihrer Gemeindearbeit in Weener und dessen Stadtteil Möhlenwarf betreibt die Gemeinde seit 2000 auch den Kindergarten Jona.
Neben den Baptisten arbeitet als weitere Freikirche die Riverside Church Rheiderland (Bund Freikirchlicher Pfingstgemeinden) in Weener. Die Ev. Gemeinschaft ist in Zusammenarbeit mit dem EC-Weener tätig. Die Zeugen Jehovas sind mit einem Königreichssaal ebenfalls in Weener präsent.

### Judentum

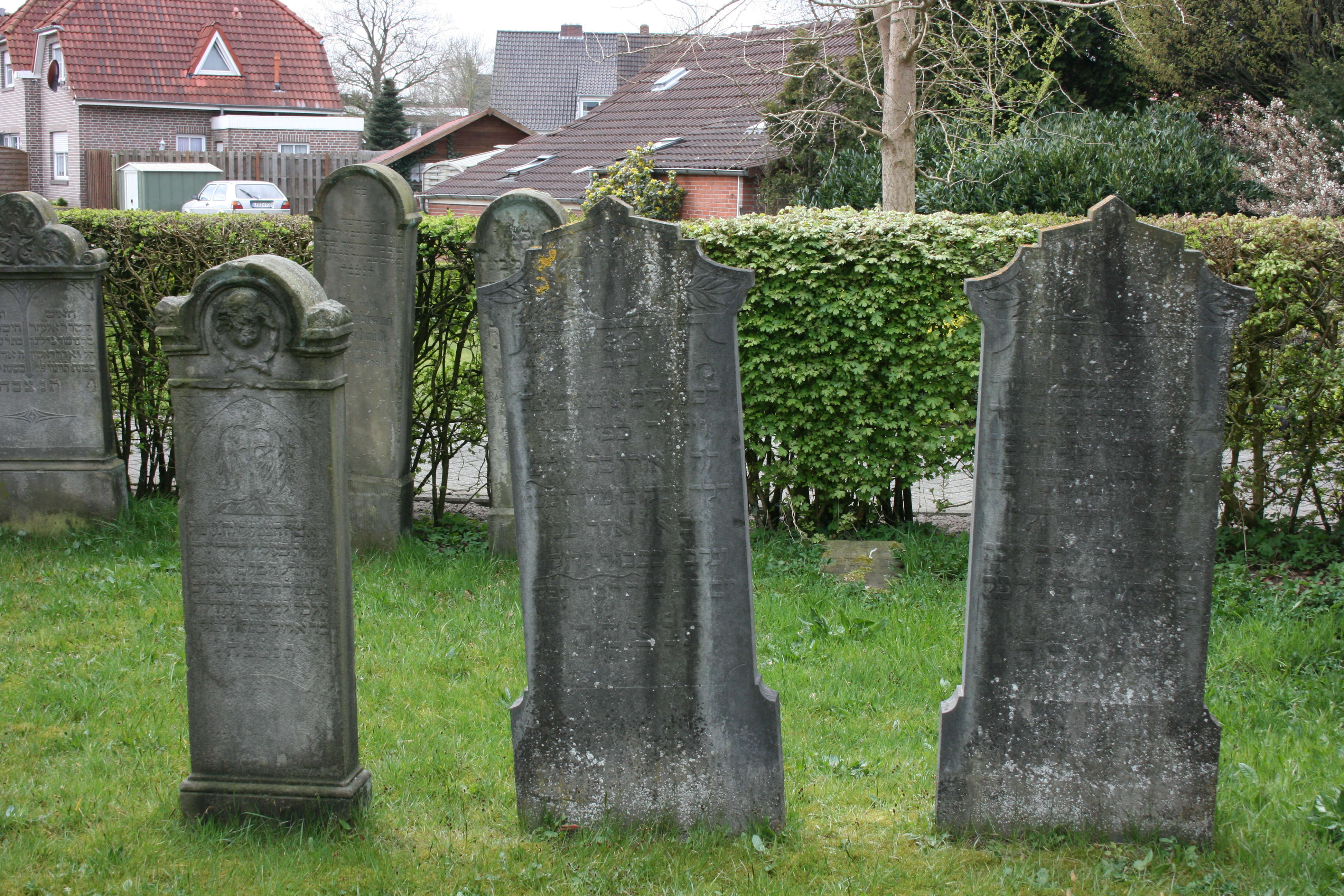
Grabsteine auf dem jüdischen Friedhof in der Graf-Edzard-Straße

Die jüdische Gemeinde in Weener bestand vom 17. Jahrhundert bis zum 7. April 1942. Erstmals ließen sich Juden gegen Ende des Dreißigjährigen Krieges im Ort nieder. Sie stellten, bezogen auf die Einwohnerzahl des Ortes, einen der höchsten prozentualen Bevölkerungsanteile in Ostfriesland, 1925 lag der Anteil bei 3,5 % der Gesamtbevölkerung von Weener. Nach 1933 begann die Ausgrenzung und Verfolgung der Juden. Viele emigrierten. Mindestens 48 jüdische Einwohner wurden im Holocaust ermordet. Nach dem Zweiten Weltkrieg lebte nur noch ein zurückgekehrter Jude in Weener. Heute gibt es keine jüdische Gemeinde mehr in Weener. Vom jüdischen Leben in der Stadt zeugen noch Gedenkstätten und drei jüdische Friedhöfe.

## Kultur und Sehenswürdigkeiten

### Museen und Theater

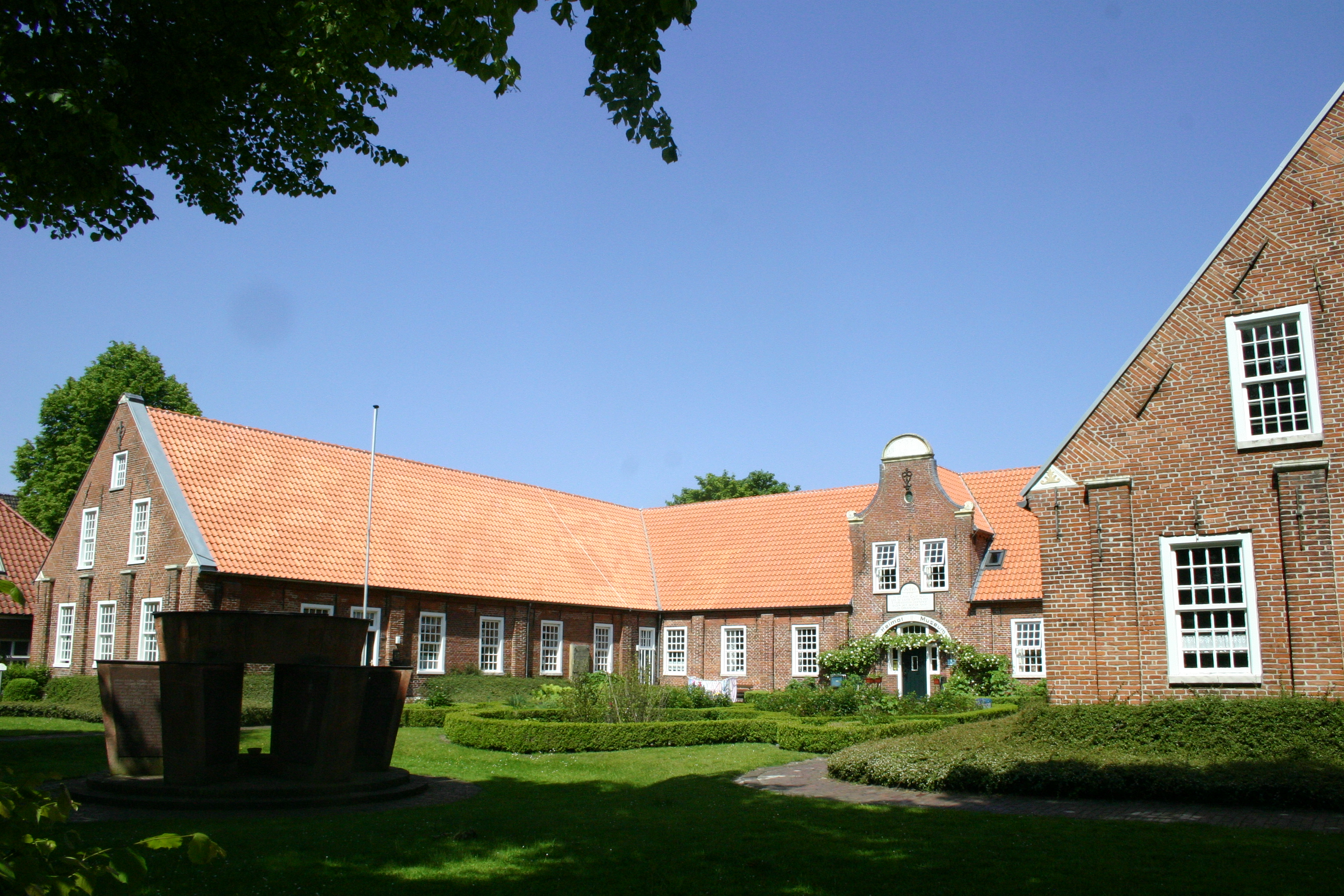
Heimatmuseum Weener, früher Armenhaus

Weener ist Sitz des Heimatmuseums Rheiderland, das in dem 1791 errichteten ehemaligen Armenhaus untergebracht ist. Gezeigt wird die Entwicklungsgeschichte der Region von der Steinzeit bis heute. Ein Schwerpunkt liegt dabei auf der Wirtschaftsgeschichte und hier vor allem auf dem Ziegeleiwesen und der Landwirtschaft. Bedeutendstes Ausstellungsstück ist der im 16. Jahrhundert entstandene Altaraufsatz der ältesten Kirche des Rheiderlandes, der Liudgeri-Kirche in Jemgum-Holtgaste.
Das Organeum ist ein Kultur- und Bildungszentrum, dem ein Museum mit historischen und nachgebauten Tasteninstrumenten angeschlossen ist. Sitz ist eine großbürgerliche neogotische Stadtvilla an der Norderstraße. Geleitet wird es von Winfried Dahlke und getragen von der Ostfrieslandstiftung der Ostfriesischen Landschaft und der Landschaftlichen Brandkasse, der evangelisch-reformierten Kirche in Weener und der Stadt Weener. Die Instrumentensammlung umfasst Kabinettorgeln, Cembali, Clavichorde, Klaviere, eine Physharmonika und Harmonien und will die unterschiedlichen Instrumente und deren Geschichte für eine breite Öffentlichkeit anschaulich machen. Darüber hinaus ist das Organeum Organisationszentrale für Konzerte, Führungen, Meisterkurse, Fortbildungen, touristische Exkursionen und Aufführungsort unterschiedlicher kultureller Veranstaltungen.
Im Ortsteil Weenermoor befindet sich das einzige Feuerwehrmuseum des Landkreises Leer. Es ist in einem alten Feuerwehrhaus untergebracht, das um 1929/1930 erbaut wurde. Nachdem in Weenermoor 1969 ein neues Feuerwehrhaus errichtet worden war, verfiel es immer mehr, so dass es 1996 abgerissen wurde. Ab Februar 1997 wurde es an gleicher Stelle wiedererrichtet und beherbergt seither das Museum.
Weener ist Spielort der Landesbühne Niedersachsen Nord, die in Wilhelmshaven beheimatet ist. Gespielt wird in der Aula der Kreisrealschule Rheiderland, da Weener nicht über ein eigenes Theatergebäude verfügt. Diese Aula wird zudem auch von örtlichen Laientheatern und für andere Veranstaltungen genutzt.

### Kirchen und Orgeln

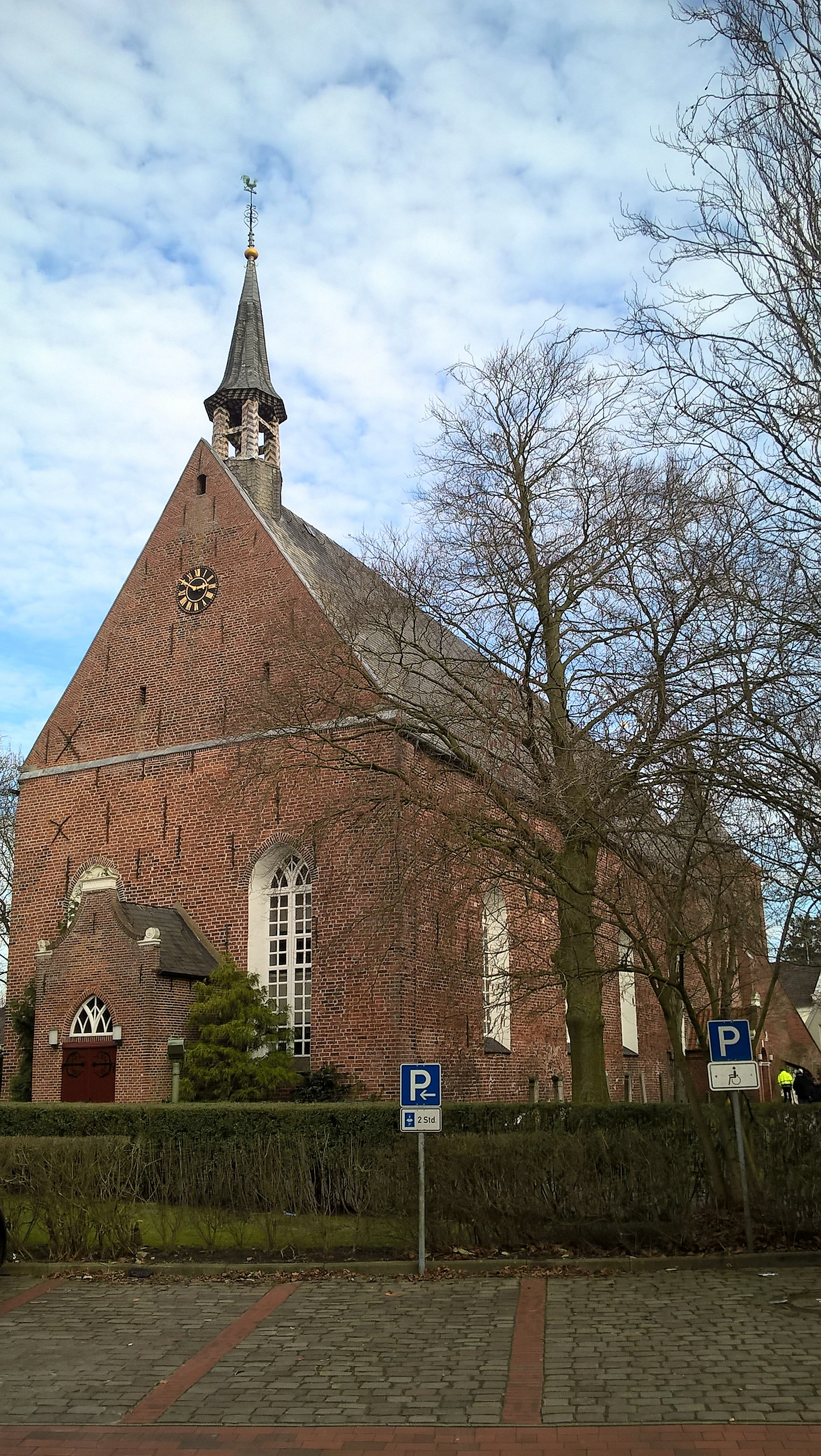
Georgskirche von Südwesten

Die Evangelisch-reformierte Kirche wurde um 1230 als Backsteinkirche erbaut und im Laufe der Jahrhunderte mehrfach umgebaut. Von dem ursprünglichen Apsissaal sind nur noch Reste erkennbar. Im Jahr 1462 entstand der polygonale Chor. Während des Stadtbrandes 1492 wurde die Inneneinrichtung zerstört. Die Errichtung des Turms erfolgte im Jahr 1738 auf der gegenüberliegenden Straßenseite. Da 1765 der Versuch misslang, mit einem mächtigen Strebepfeiler das Chorgewölbe abzustützen, zog man im Kirchenschiff ein Holztonnengewölbe ein, das 1780 auch auf den Chor ausgedehnt wurde. Die stützenden Konsolen für das Chorgewölbe sind noch erkennbar. Mit einem Teil des Chorraums wurde der Gemeinderaum vergrößert, wie an dem einen Fenster unmittelbar neben der Orgel zu sehen ist, das von der Tonne geschnitten wird. Weil der Gemeinderaum zu klein war, hatte ein Teil der Gemeinde bis dahin den Gottesdienst hinter der Orgel sitzend verfolgen müssen. Der gotische Lettner wurde abgebrochen, die Orgel 1782 in Richtung Chorraum zurückversetzt und der Triumphbogen an der neuen Grenze zwischen Gemeinde- und Chorraum hinter der Orgel aufgeführt. 1893 wurde die Kirche an der Nordseite durch ein Querschiff in die heutige T-förmige Gestalt erweitert. Renaissance-Kanzel und Abendmahlstisch stammen aus der ersten Hälfte des 17. Jahrhunderts, während das Gestühl barock ist. Zu den Vasa Sacra gehören Becher aus dem 17. bis 19. Jahrhundert sowie je zwei Brotteller von 1844 und 1903. Einige kunstgeschichtlich bemerkenswerte Grabsteine befinden sich in der Kirche und auf dem ursprünglichen Kirchhof außerhalb.

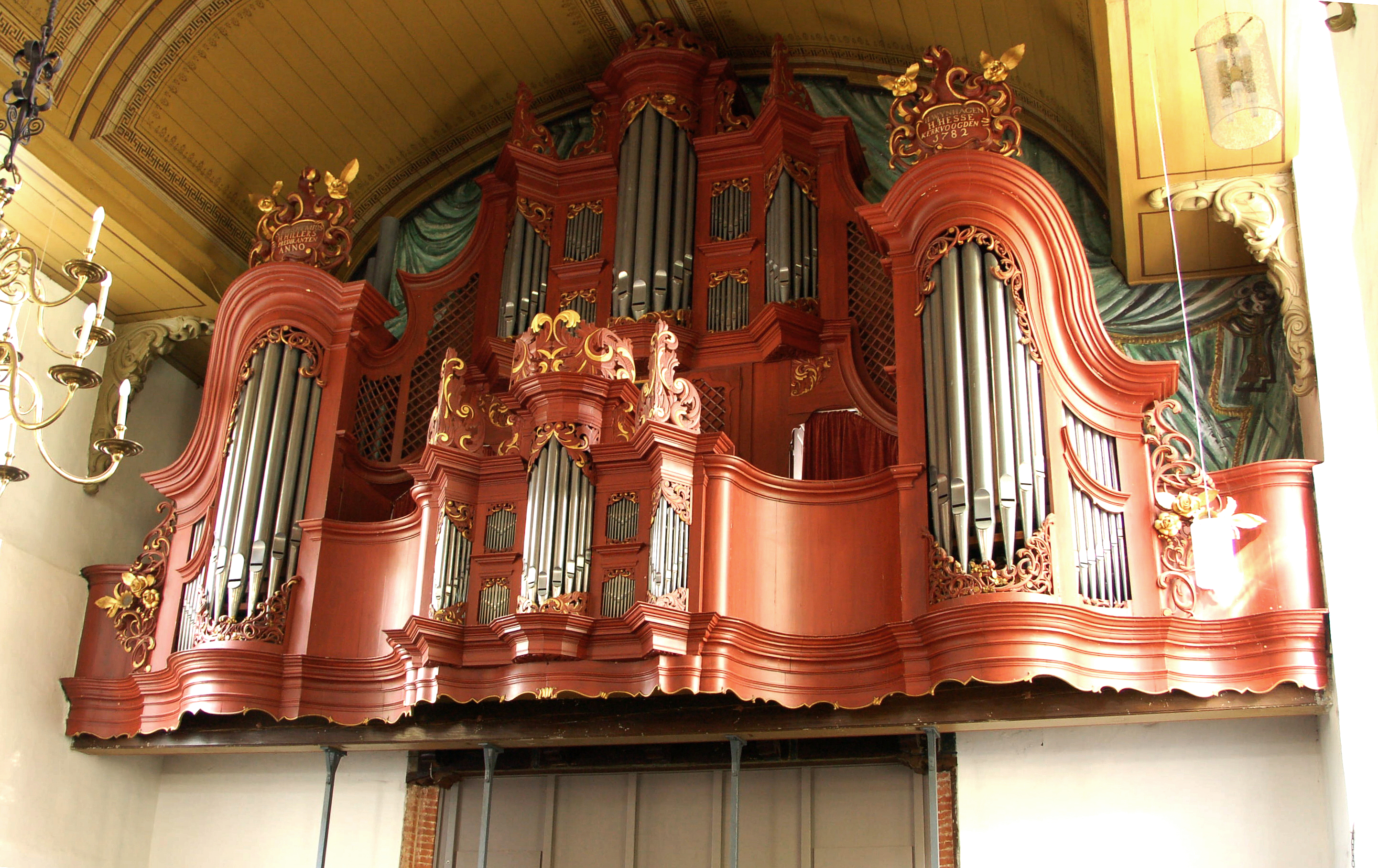
Orgel der Georgskirche

Die Orgel der reformierten Kirche ist der wertvollste Einrichtungsgegenstand. Sie ist ein Spätwerk Arp Schnitgers aus dem Jahr 1710, an dem bereits seine Söhne beteiligt waren. Nach einer wechselvollen Geschichte mit verschiedenen Umbauten und Restaurierungen verfügt sie heute über 29 Register auf zwei Manualen und Pedal. Die geschwungenen Pedaltürme im Rokokostil stammen von Johann Friedrich Wenthin und bieten mit den streng gehaltenen barocken Manualwerken ein eigentümliches Gesamtbild. Obwohl nur sechs Register von Schnitger erhalten waren, gelang dem Orgelbauer Jürgen Ahrend in der abschließenden Restaurierungsphase (1978–1983) ein technisch und klanglich überzeugendes Gesamtkonzept, das sich am Ideal des Schnitgerklangs orientiert. Als besonders meisterhaft gilt die Rekonstruktion der Manualzungen anhand vergleichbarer Register in anderen Schnitgerorgeln.
Die katholische Kirche St. Joseph wurde 1842/1943 im Stil des romantischen Historismus gebaut. Im Jahr 1846 wurde die Baptistengemeinde gegründet, die 1880 eine erste Kapelle errichtete. Die neue Kapelle aus dem Jahr 1956 erfuhr 1981/1982 in zwei Bauabschnitten Erweiterungen. Die Grundsteinlegung für die evangelisch-lutherische Erlöserkirche erfolgte im Jahr 1952. Nach Rechtsstreitigkeiten mit der Reformierten Kirche konnte das Gotteshaus erst 1955 eingeweiht werden.

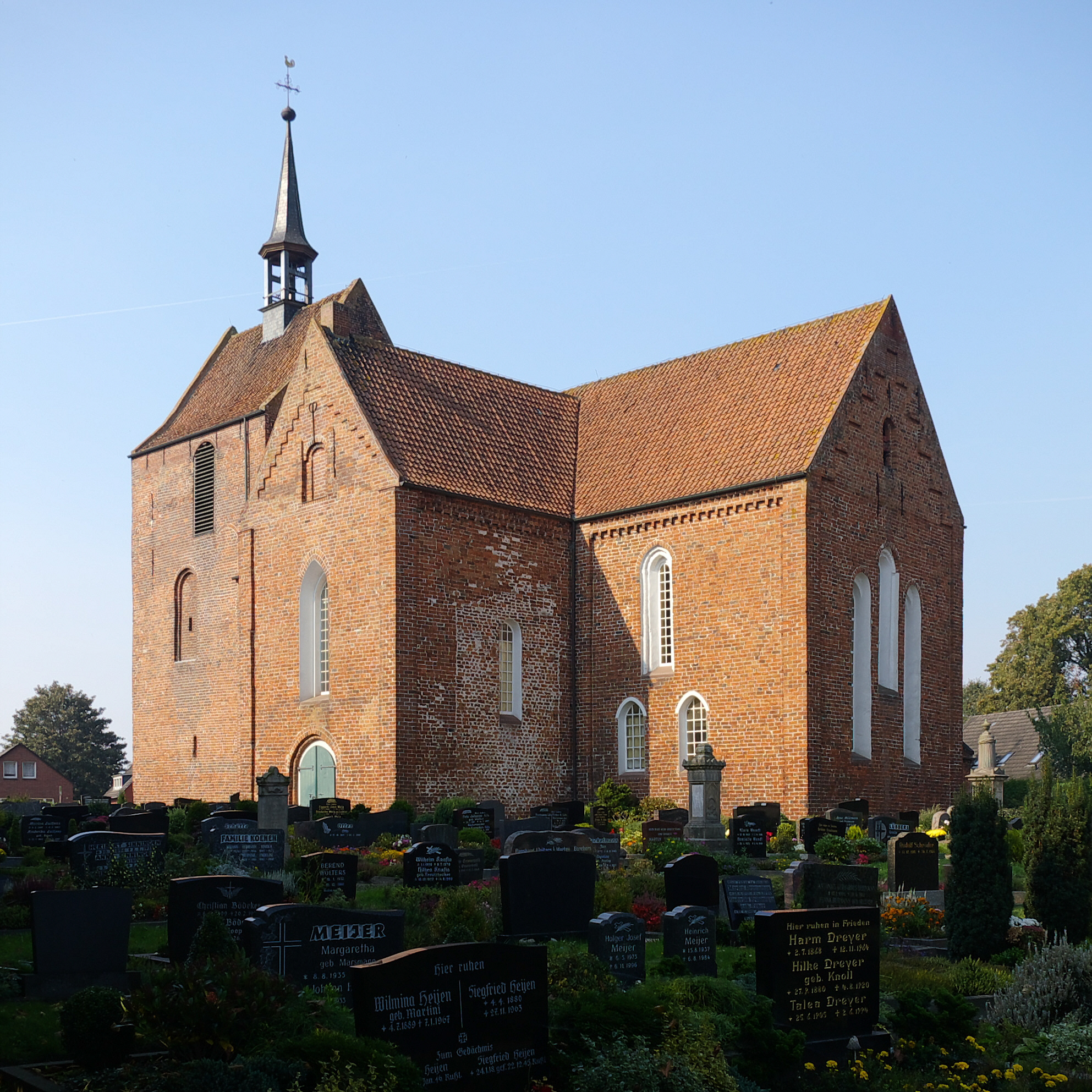
Kreuzkirche in Stapelmoor

Außerhalb der Kernstadt befinden sich zwei romano-gotische Kirchen. Die Vellager Kirche geht auf eine Saalkirche aus dem 13. Jahrhundert zurück, worauf die kleinen rundbogigen Fenster und der Zahnschnittfries hinweisen. Wohl im 14. Jahrhundert wurde der Turm angebaut. In gotischer Zeit erfuhr die Kirche einige Umbauten. Die Orgel der Gebr. Rohlfing wurde 1885–1888 angefertigt. Die Stapelmoorer Kirche in der Form eines griechischen Kreuzes ohne rechte Winkel datiert um 1300 und gilt als eines der bedeutendsten Sakralbauten Ostfrieslands. Gegenüber der architektonisch ähnlichen Kreuzkirche in Bunde blieb die Kirche in Stapelmoor von eingreifenden Umbauten verschont. Die äußere Anlage ist einheitlich und verhältnismäßig schlicht gehalten, mit spitzbogigen Fenstern und Portalen, Konsolfriesen unter dem Dachgesims und Treppenfriesen auf den Quergiebeln, einem Westturm mit Satteldach sowie dem üblichen Drillingsfenster an der Ostseite. Im Inneren weisen das Ost- und Westjoch achtrippige Domikalgewölbe auf, während die drei Querschiffjoche mit Kuppelgewölben ohne Rippen abgeschlossen werden. Original erhalten sind die Deckenmalereien mit Fabelwesen, geometrischen Symbolen und Pflanzenornamenten. Der Taufstein aus Bentheimer Sandstein wurde im 13. Jahrhundert gestaltet und die Kanzel um 1600 angefertigt. Hinter dem Prospekt der Orgel aus dem Jahr 1848 wurde 1994 von Bartelt Immer, Reinalt Johannes Klein und Claude Jaccard eine Replik der Louis-Alexandre Clicquot-Orgel (1734) mit 23 Registern auf drei Manualen eingebaut, die erste Orgel Deutschlands in konsequent barock-französischem Stil.
Im Zuge der nach Westen vorrückenden Moorkolonisierung in St. Georgiwold und Weenermoor zogen die Dörfer mit ihren Kirchen mit. Die Kirche in Weenermoor aus dem Jahr 1824 ist bereits die dritte Kirche des Ortes, da die beiden Vorgängergebäude aufgegeben wurden. Die pneumatische Rohlfing-Orgel von 1906 ist vollständig erhalten. Die St. Georgiwolder Kirche wurde 1689 zum ersten Mal als Backsteinkirche gebaut, jedoch ohne Fundamente, sodass sie 1960 neu errichtet werden musste. Die kleine Orgel der Firma Jehmlich stammt aus den 1970er Jahren. Die Kirchborgumer Kirche im Stil des Klassizismus datiert von 1827, während der Turm (1766) noch von der Vorgängerkirche stammt. Die kleine Orgel der Gebrüder Rohlfs (1876–1878) ist weitgehend erhalten. Im Jahr 1882 wurde in Holthusen die erste Kirche errichtet, nachdem größere Spenden den Bau ermöglicht hatten. Als die Kirche im Zweiten Weltkrieg kanadischen Soldaten als Kino diente, wurde die Orgel Opfer des Vandalismus. Im Jahr 1970 baute die Firma Alfred Führer hinter dem Prospekt von Johann Diepenbrock ein neues Werk. In Möhlenwarf wurde die reformierte Kirchengemeinde erst 1905 gegründet und erhielt 1908 ihr heutiges Gotteshaus.

### Profanbauten

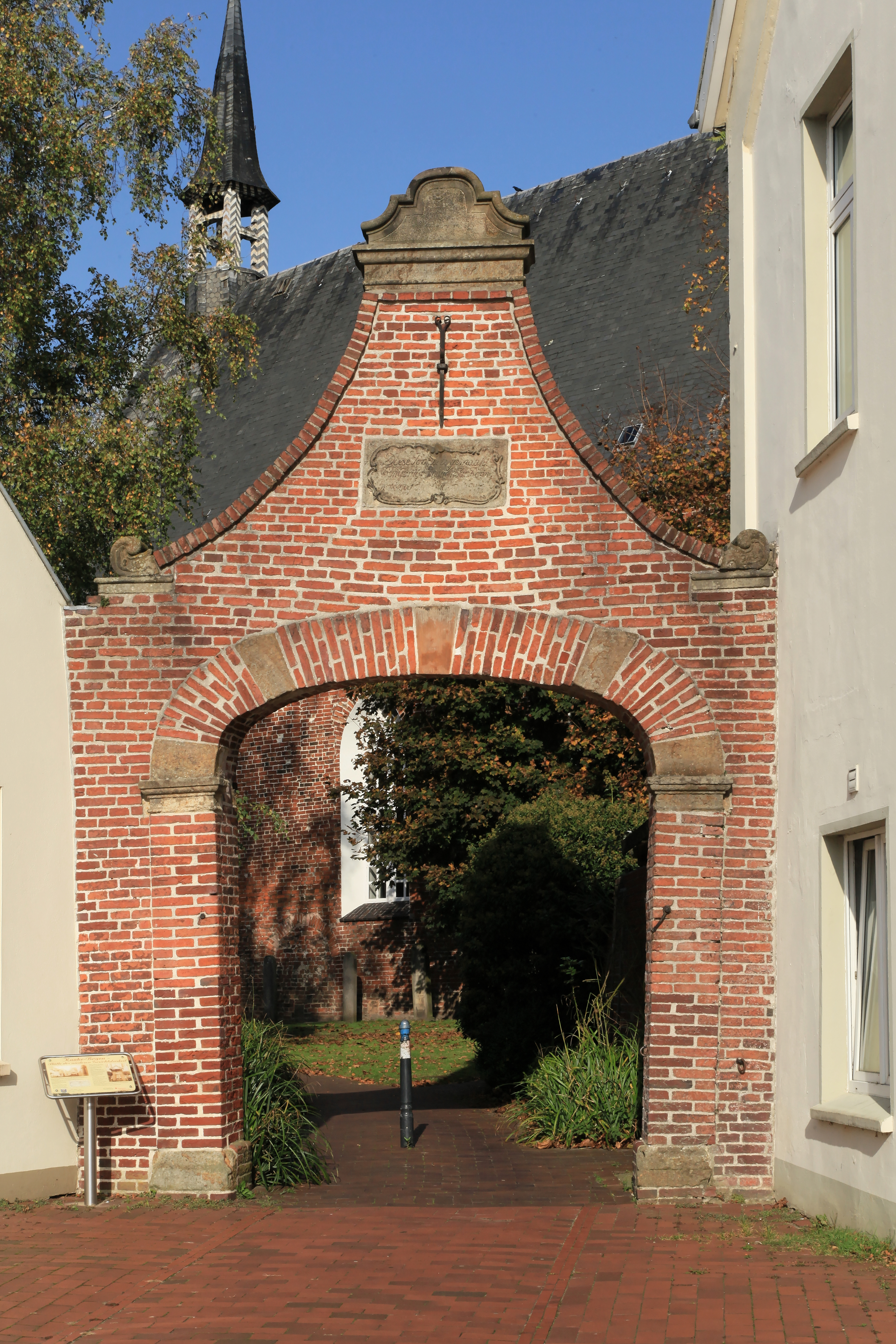
Der Kaakebogen

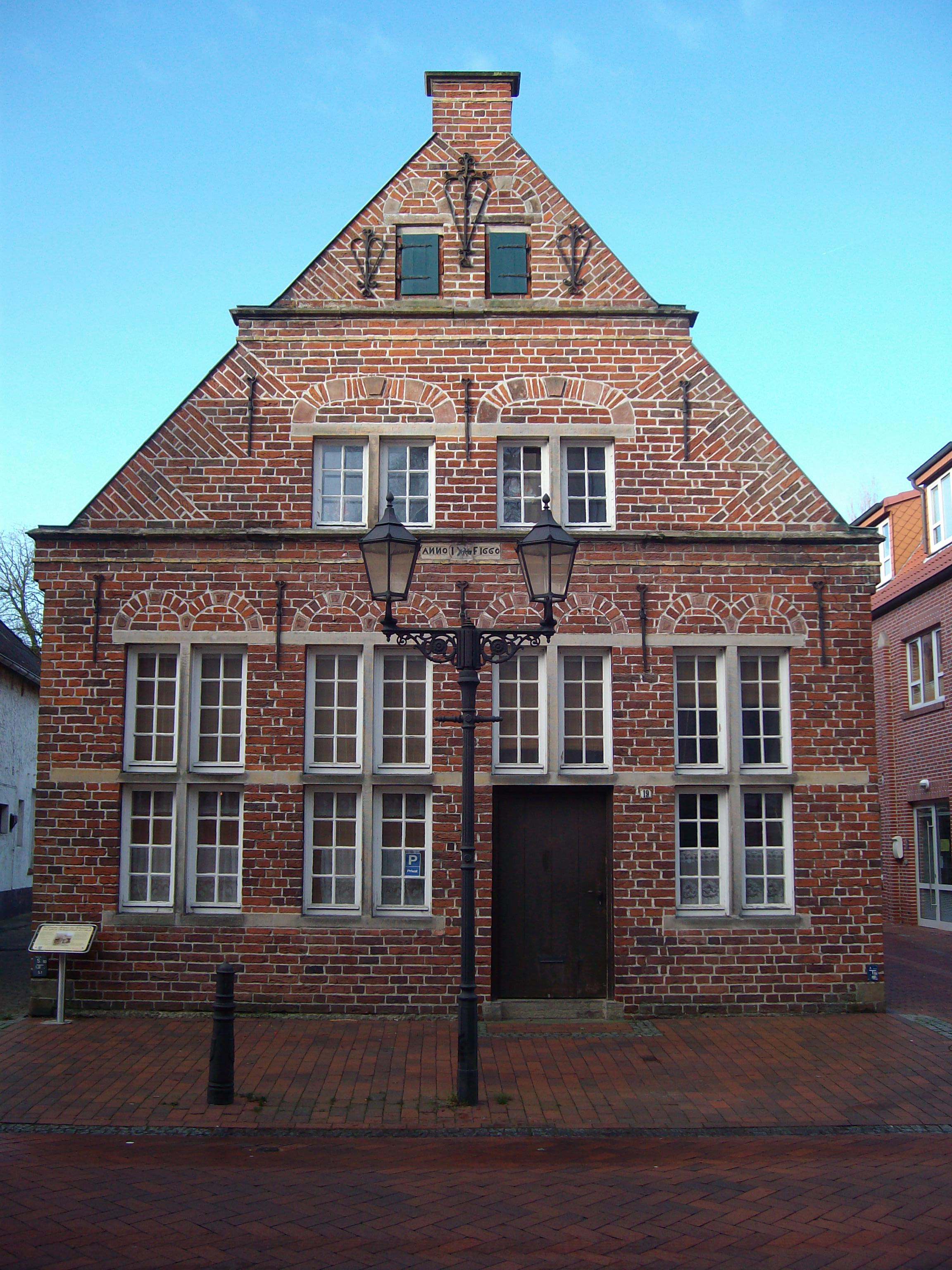
Fronehaus mit Renaissancefassade

Das Hafenbecken Weeners wurde bereits um 1570 angelegt, ist aber im Laufe der Jahrhunderte mehrfach umgebaut worden. Für den Umschlagsbetrieb wird der Hafen nicht mehr genutzt, er dient als Freizeithafen und ist durch die Schleuse tideunabhängig. Am Hafen befinden sich Bürger- und Speicherhäuser.
In Weener sind neben den Kirchen eine Vielzahl von Bürgerhäusern aus früheren Jahrhunderten erhalten. Besonders an der Norderstraße, der Hauptstraße der Altstadt, befinden sich architektonisch herausragende Gebäude. Dazu zählt das Fronehaus an der Norderstraße 19. Der eingeschossige Backsteinbau ist inschriftlich auf das Jahr 1660 datiert. Die Straßenfront wurde 1965 abgetragen und anschließend rekonstruiert. Im Zuge der Baumaßnahmen wurde das Haus verkürzt; die Kreuzstockfenster wurden wiederhergestellt. Ein eingeschossiges Giebelhaus von 1719 befindet sich an der Norderstraße 56. Es weist einen geschwungenen Giebel auf, dessen Ortgang mit üppigem Blatt- und Blütenschmuck verziert ist.
An der Neuen Straße liegt das ehemalige Armenhaus, das als Heimatmuseum genutzt wird. Es handelt sich um eine zur Straße offene Dreiflügelanlage aus dem Jahr 1791. Das Mauerwerk ist durch flache Pilaster gegliedert. Ebenfalls an der Neuen Straße (Nummer 12) ließ der Viehhändler Hesse eine neugotische Villa aus dem 19. Jahrhundert errichten. Sie verfügt über zinnenartige Türmchen, Spitzbogenblenden und einen monumentalen Eingang. Das Gebäude wird vom Organeum genutzt. Eine weitere, wenn auch kleinere neugotische Villa befindet sich an der Süderstraße 18.
In den Stadtteilen Stapelmoor und Möhlenwarf befinden sich Galerieholländer-Windmühlen. Die Mühle in Möhlenwarf stellte 1972 ihren Betrieb ein und wurde seit jenem Jahr von Karl Dall als Zweitwohnsitz genutzt. Der in Hamburg-Eppendorf lebende Komiker verkaufte die Mühle 2010 an einen Privatmann. Das älteste authentisch datierte Bürgerhaus in Ostfriesland ist das Steinhaus in Stapelmoor. Es stammt aus dem Jahr 1429 und wurde von Beginn an als Wohnung des dortigen Pastors oder Kanonikers genutzt.
Der im Rokokostil erbaute Kaakebogen an der Georgskirche trennte früher den kirchlichen vom weltlichen Bereich des Weeneraner Marktes. Er wurde 1984 restauriert. Die Kaake ist ein ehemaliger Markt- und Gerichtsplatz am Verkehrsknotenpunkt Leer-Holland-Westfalen. Hier wurden Vieh- und Pferdemärkte abgehalten. Auf dem Platz vor dem Bogen wurden im Mittelalter Gesetzesbrecher an den Pranger gestellt.

### Sprache

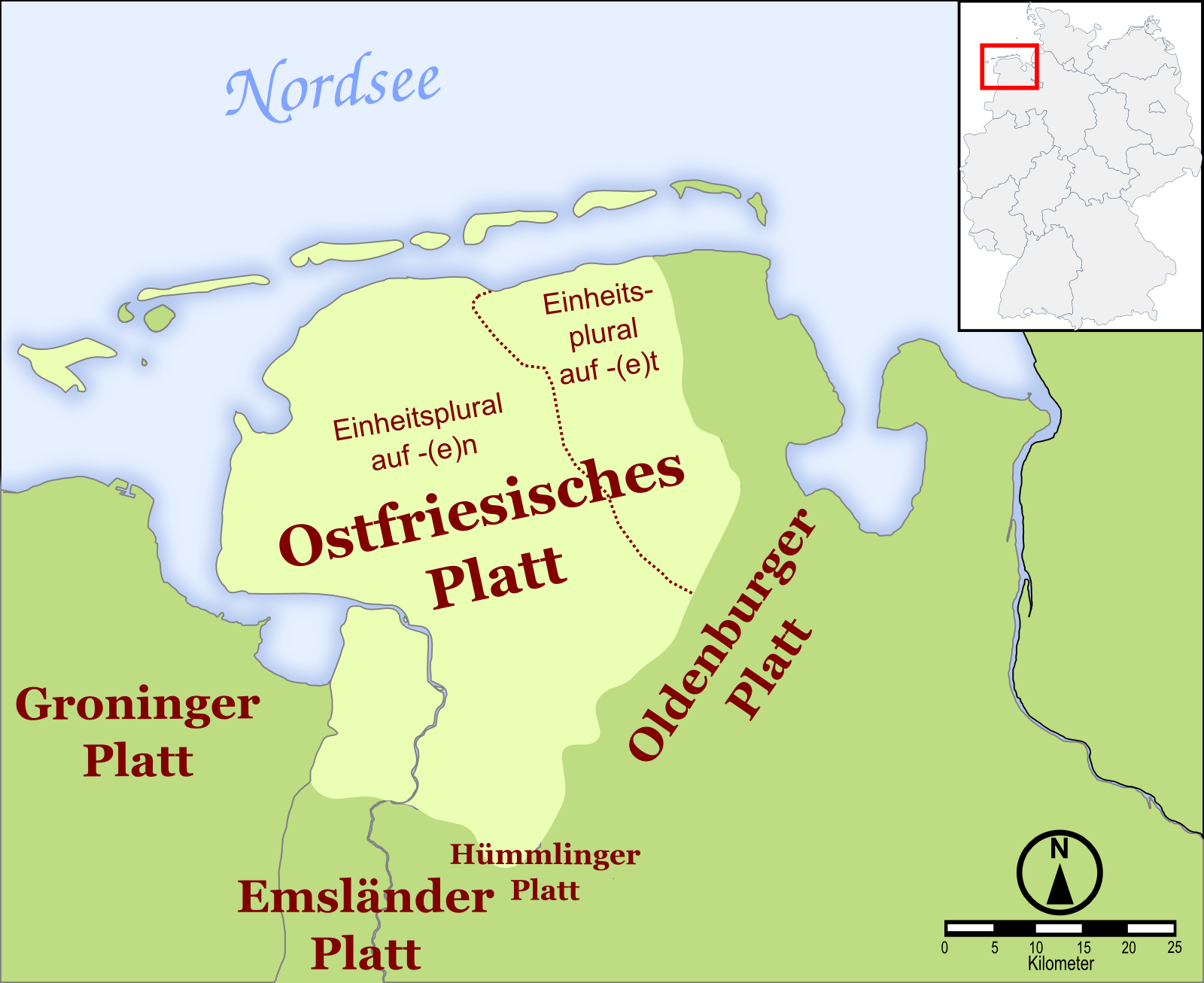
Verbreitungsgebiet des Ostfriesischen Platt

In Weener wird neben Hochdeutsch auch Ostfriesisches Platt gesprochen. Zumindest unter Erwachsenen ist Platt durchaus Alltagssprache. Die Stadt fördert – auch mit Unterstützung des Plattdütskbüros der Ostfriesischen Landschaft – den Gebrauch und damit den Erhalt des Plattdeutschen.

### Sport
In der Kernstadt sind mehrere Sportvereine beheimatet, darunter TuS Weener, Angelsportverein Rheiderland, Surf- und Kanuclub Rheiderland, Seglerverein Weener und Pferdesportverein Weener. Seit 1972 gibt es in Weener eine Ortsgruppe der DLRG mit knapp 900 Mitgliedern (2010). Der TuS Weener hat als größter Verein der Stadt mehr als 1100 Mitglieder. Etwa 760 davon gehören der Turn-Abteilung an, was diese Sparte des TuS zur größten Turn-Abteilung im Landkreis Leer macht. In dem 1885 gegründeten Universalsportverein werden zudem Fußball, Tennis, Schwimmen, Volleyball, Basketball, Badminton, Kampfsport und Gesundheitssport angeboten. Darüber hinaus hat der TuS als einziger Verein des Rheiderlands eine Leichtathletik-Abteilung. Der TuS Weener hat mit dem TV Bunde eine gemeinsame Handballabteilung, die im Spielbetrieb unter dem Namen HSG Weener/Bunde aufläuft.
Weiterhin haben mehrere Ortsteile ihre eigenen Vereine, die zumeist über mehrere Abteilungen verfügen. Zu nennen sind Teutonia Stapelmoor, Heidjer SV (Stapelmoorerheide), TuS Holthusen und die Sportfreunde Möhlenwarf. In Holthusen gibt es einen Schachverein, in Diele einen Schützenverein. In der Stadt Weener wird, wie in ganz Ostfriesland, Boßeln als Sportart im Ligenbetrieb gespielt.
Die Stadt verfügt mit dem Friesenbad über ein öffentliches Freibad. Es wurde 1972 erbaut und 2009 mit einem finanziellen Aufwand von 1,5 Millionen Euro saniert. Bereits seit 2003 besteht eine Kooperation mit dem Papierwerk Klingele, das das Bad durch eine unterirdische Rohrleitung mit Fernwärme versorgt. Ein Hallenbad gibt es in Weener hingegen nicht, die nächstgelegenen befinden sich in Bunde, Leer und Papenburg.

### Regelmäßige Veranstaltungen
Die DLRG-Ortsgruppe Weener veranstaltet jährlich im Sommer ein Drachenbootrennen im alten Hafen. Im Herbst findet in Weener das Schützenfest statt. Keine organisierte Veranstaltung, aber ein Event, das jedes Mal hunderte Schaulustige auf den Weeneraner Emsdeich lockt, sind Überführungen der Kreuzfahrtschiffe der Meyer Werft emsaufwärts. Im Stapelmoorer Park wird seit 2006 jährlich ein Metalcore-Festival mit dem Namen „Free For All“ organisiert, dessen Besucherzahlen bei etwa 6000 bis 7000 liegen. Ende September findet der Michaelismarkt, einer der ältesten Märkte der Region, statt.

## Wirtschaft und Infrastruktur
Gewerbegebiete befinden sich nördlich der Kernstadt an der Bundesstraße 436 sowie an der Autobahnanschlussstelle Papenburg (Gewerbepark Rheiderland). Im Ortsteil Diele existiert ein 380-kV-Umspannwerk. Dort endet das HGÜ-Kabel, das von Offshore-Windparks in der deutschen Ausschließlichen Wirtschaftszone in der Nordsee kommt. Über die Ems führt die 380-kV-Ems-Freileitungskreuzung.
Die Außenbereiche des Stadtgebiets werden landwirtschaftlich genutzt. Dabei ist die Milchviehhaltung vorherrschend. Im Stadtteil Halte befinden sich mehrere Gärtnereien, deren große Gewächshäuser das Ortsbild mitprägen. Aufgrund des häufig und stark wehenden Windes und nicht zuletzt auch wegen der dünnen Besiedlung eignen sich die nördlichen Außenbereiche des Stadtgebiets zur Nutzung von Windenergie. Dementsprechend gibt es westlich von Weenermoor und nördlich der Kernstadt Windparks.

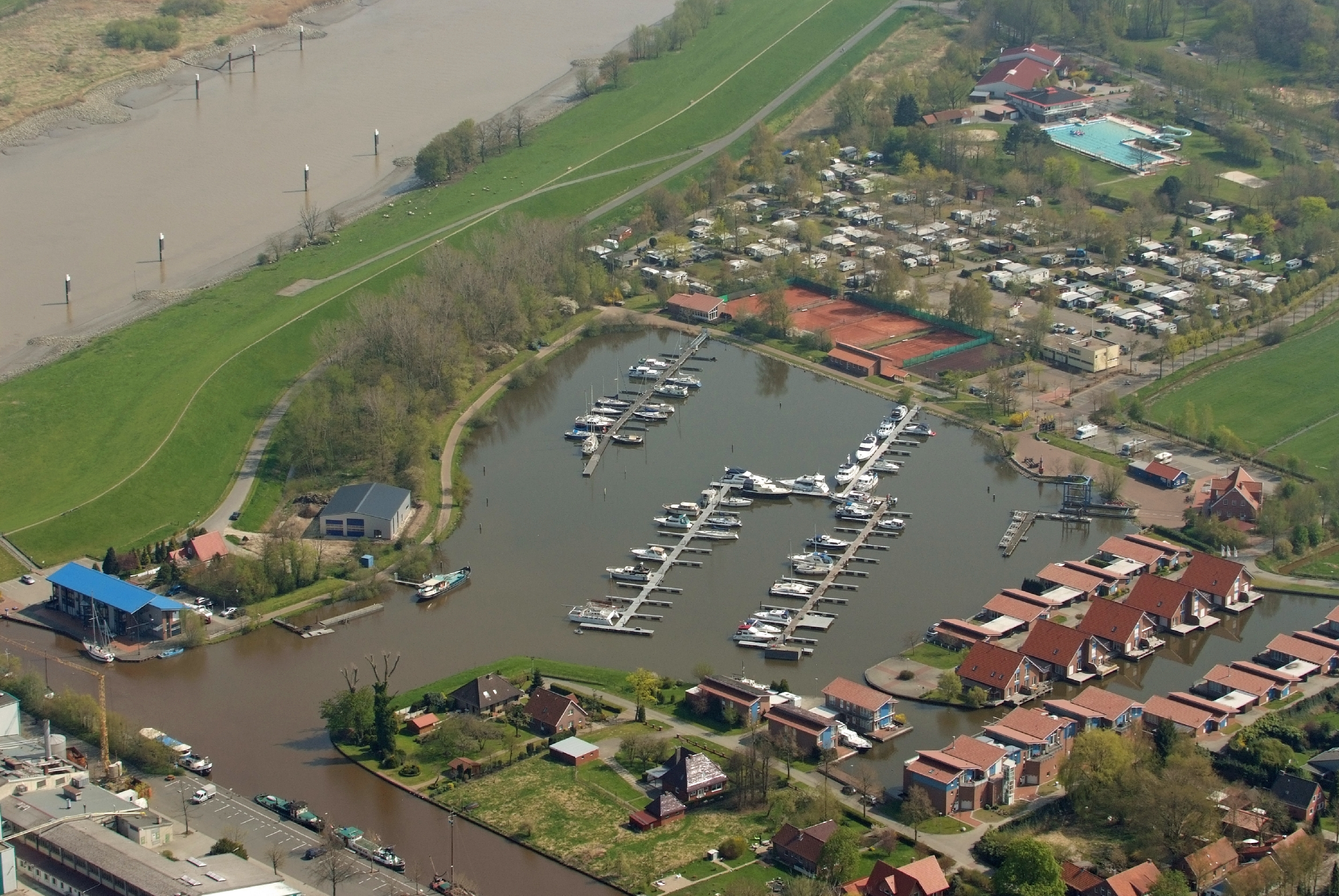
Sportboothafen

Im Dienstleistungssektor ist zum einen der Einzelhandel im Stadtkern von Bedeutung. Gleichwohl ergeben sich aufgrund der Standortnachteile zur Kreisstadt Leer hier spürbare Einbußen und folglich temporäre Geschäftsschließungen. Dagegen hat sich zum anderen der Tourismus zu einem wichtigen Standbein der lokalen Wirtschaft entwickelt. Hier ist insbesondere der Bootstourismus entlang der Ems zu nennen. Am linken Flussufer befindet sich der Großteil der touristischen Infrastruktur: Marina (274 Liegeplätze, 40.000 m² Hafenfläche, 20 t Hebekran, Tankstelle usw.), Campingplatz, Wohnmobil-Stellplätze und das Freibad mit weiteren angeschlossenen Freizeit-Einrichtungen. Am 26. November 2010 verlieh Niedersachsens Wirtschaftsminister Jörg Bode der Stadt das Prädikat „Staatlich anerkannter Erholungsort“. Mit den Mühlen im Stadtgebiet liegt die Kommune an der touristischen Themenroute Niedersächsische Mühlenstraße. Neu eröffnet wurde im Jahr 2010 einen Rad-Themenroute, die die Schiffsüberführungen der Meyer Werft zum Thema hat (Kreuzfahrtweg-Route).
In Weener waren per 30. Juni 2022 insgesamt 6272 sozialversicherungspflichtig Beschäftigte gemeldet. Die Zahl der sozialversicherungspflichtigen Arbeitsplätze im Stadtgebiet betrug zum selben Stichtag 3308. Weener ist eine Auspendler-Kommune: Per 30. Juni 2022 standen 1614 Einpendlern aus anderen Kommunen 4578 auspendelnde Weeneraner gegenüber. Daraus ergibt sich ein negatives Pendler-Saldo von 2964. Neben Unternehmen in der Stadt Leer ist auch die Meyer Werft in Papenburg ein Ziel der Auspendler.
Daten zur Arbeitslosigkeit in der Stadt Weener selbst werden nicht erhoben. Im Geschäftsbereich Emden-Leer der Agentur für Arbeit lag die Arbeitslosenquote im Oktober 2018 bei 5,6 Prozent. Sie lag damit 0,3 Prozentpunkte über dem niedersächsischen Durchschnitt.

### Landwirtschaft
In den Außenbereichen von Weener gibt es landwirtschaftliche Betriebe. Wegen der Bodenverhältnisse herrscht Milchwirtschaft vor. Aufgrund des im ostfrieslandweiten Vergleich nur leicht unterdurchschnittlichen Anteils an Landwirtschaftsflächen trägt diese zu einem gewissen Teil dazu bei, dass der Landkreis Leer 2021 der siebtgrößte Milcherzeuger-Landkreis in Deutschland war. Die Milchlandwirte leiden seit einigen Jahren unter einem oft geringen und stark schwankenden Preis für Milch und Milchprodukte. Einzelne Landwirte verdienen durch das Aufstellen von Windkraftanlagen oder Biogas-Anlagen hinzu. Im Ortsteil Halte befindet sich eine große Gärtnerei-Siedlung, die nach dem Zweiten Weltkrieg für Vertriebene angelegt wurde. Bis heute spielt der Unterglas-Anbau in Halte eine bedeutende Rolle und prägt das Ortsbild. Einzelne Landwirte produzieren nach Bio-Richtlinien.

### Ansässige Unternehmen

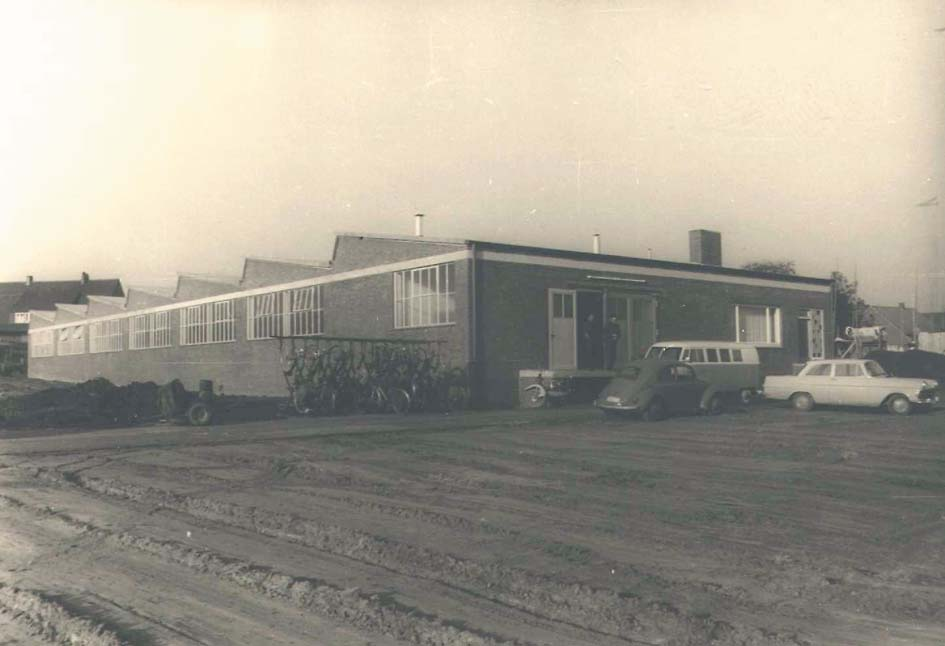
Alte Produktionshalle von Weener Plastik am Marker Weg

Weener verfügt über eine kleine Anzahl von Industriebetrieben, darunter ist der 1960 gegründete Verpackungshersteller Weener Plastic Packaging Group, die 2012 von der US-Gesellschaft Lindsay Goldberg Vogel übernommen wurde. Dort arbeiten etwa 450 von insgesamt 2000 Mitarbeitern. „Weener Plastik“, wie der Betrieb kurz genannt wird, ist damit der größte private Arbeitgeber der Stadt und des gesamten Rheiderlandes sowie einer der größeren Arbeitgeber im Landkreis Leer. Ein weiterer industrieller Arbeitgeber ist die Papierfabrik Klingele, die 1920 in Wiesloch gegründet wurde und 1958 ein Werk in Weener übernahm. Das Werk stellt Wellpappenrohpapiere her und hat etwa 140 Beschäftigte. Wärme und teils auch Strom für den Produktionsprozess bezieht die Papierfabrik aus dem 2008 fertiggestellten EBS-Kraftwerk Weener. Seit 2011 ergänzt eine firmeneigene Windkraftanlage die für die Produktion benötigte Stromversorgung. Ebenfalls eine dreistellige Zahl von Mitarbeitern (175) beschäftigt der Bauteilehersteller Wildeboer, der in Weener seinen Stammsitz und darüber hinaus Vertretungen in Ulm und Leipzig hat. Das Unternehmen ist im Bereich Schall- und Brandschutz sowie Luftverteilung tätig. Weitere Unternehmen in Handwerk und Handel dienen in erster Linie der Nahversorgung.

### Öffentliche Einrichtungen
An öffentlichen Einrichtungen gibt es in Weener die Stadtverwaltung mit ihren angeschlossenen öffentlichen Betrieben wie dem Bauhof, eine Polizeistation sowie das Krankenhaus Rheiderland (66 Betten). Es befindet sich zu 51 % in Trägerschaft des Kreiskrankenhauses Leer und zu 49 % in der eines Krankenhausvereins, der die Klinik am Ende des 19. Jahrhunderts errichten ließ. Der Wasserversorgungsverband Rheiderland, eine Körperschaft des öffentlichen Rechts, hat seinen Sitz in Weener. Dort betreibt der WVV, der 20 Beschäftigte zählt, auch das Wasserwerk. Versorgt wird das gesamte Rheiderland inklusive des Leeraner Stadtteils Bingum. Das Bundeswehr-Materiallager beschäftigte Anfang 2011 insgesamt 40 Menschen. Das ehemalige Marinedepot war zeitweise der größte Arbeitgeber der Stadt. Darüber hinaus betreibt die Bundeswehr seit 1961 an der Landsburg 1 eine Ausbildungswerkstatt. Des Weiteren gibt es eine Außenstelle der Kreisvolkshochschule Leer.
Weener hat in den vergangenen Jahrzehnten öffentliche Einrichtungen verloren. Nach dem Verlust des Kreissitzes durch die Zusammenlegung mit dem Landkreis Leer (1932) wurde 1971 auch die bis dahin aufrechterhaltene Außenstelle der Kreisverwaltung aufgelöst. 1972 wurde das Amtsgericht Weener geschlossen. Seitdem befindet sich das zuständige Amtsgericht in der Nachbarstadt Leer. Ebenfalls in Leer sind das Finanzamt und weitere Behörden wie das Katasteramt zu finden. Eine Rettungswache ist in unmittelbarer Nähe zum Krankenhaus vorhanden. Sie ist durchgehend mit einem Notarztwagen einsatzbereit. Eine weitere Rettungswache für das Rheiderland, mit 24-Stunden Einsatzbereitschaft, befindet sich aus geografischen Gründen in Bunde, weil das nördliche Rheiderland von dort aus schneller zu erreichen ist. Das Feuerwehrwesen in der Stadt ist ehrenamtlich organisiert. Freiwillige Feuerwehren gibt es im Stadtzentrum sowie in Weenermoor, Holthusen, Stapelmoor, Diele und Vellage.

### Verkehr

#### Straße

Verkehrsachsen in Ostfriesland: Die Stadt Weener (untere Bildmitte) verfügt über Bahn- und Autobahnanschluss.

Die Bundesautobahn A 31 verläuft an der Stadtgrenze zwischen Weener und Bunde. Drei Anschlussstellen der Autobahn sind für Weener von Bedeutung. Die wichtigste ist die Anschlussstelle Weener/Bunde, die den Stadtkern anschließt. Im Süden des Stadtgebietes befindet sich die Anschlussstelle Papenburg, im äußersten Norden und Nordosten die Anschlussstelle Jemgum. Das Autobahndreieck Weener, das die A 280 mit der A 31 verknüpft, befindet sich auf der Grenze zwischen Weener und Bunde. Die A 280 stellt die Anbindung an die niederländische A 7 in Richtung Groningen sicher und ist Teil der Europastraße 22.
Die Bundesstraße B 436 beginnt in Weener an der Anschlussstelle Weener/Bunde der A 31 und führt über Leer nach Sande. Die Landesstraße 17 beginnt an der B 436 im Stadtteil Möhlenwarf und führt in südwestlicher Richtung über Wymeer zur niederländischen Grenze. Die L 31 beginnt an der B 436 nahe der Kernstadt und führt in südlicher Richtung nach Rhede; sie ist zugleich die wichtigste innerstädtische Verbindung zur Anbindung der südlichen Stadtteile an die Kernstadt. Die Kreisstraße 158 zweigt in Diele von der L 31 ab und führt über die Emsbrücke nach Papenburg. Sie ist die nächste Straßenquerung der Ems südlich der Jann-Berghaus-Brücke und verbindet Papenburg mit seinen Industrie- und Hafenbetrieben mit der A 31.
Die Deutsche-Bahn-Tochter Weser-Ems-Bus (WEB) bedient mehrere Linien im ÖPNV, die Weener mit dem Umland verbinden: Die Linie 620 führt von Leer über Weener nach Bunde und weiter ins niederländische Bad Nieuweschans. Die Linie 624 beginnt in Leer und führt über Weener nach Kanalpolder am Dollart. Von Marienchor in der nördlichen Nachbargemeinde Jemgum aus fährt die Buslinie 631 nach Weener. Mit ihr werden die nordwestlichen Ortsteile der Stadt angebunden. Die Buslinie 632 verläuft vom Stadtzentrum durch die südlichen Stadtteile nach Wymeer nahe der niederländischen Grenze. Mit der Buslinie 641, die in Bunde beginnt, wird Weener mit Papenburg verbunden. Während die Linie 620 (Leer-Nieuweschans) im Stundentakt verkehrt, sind die anderen Linien auf die Bedürfnisse des Schulverkehrs ausgerichtet. In den Nächten von Freitag auf Samstag und von Samstag auf Sonntag verkehrt zudem ein Nachtbus nach Leer und zurück. Um diejenigen Stadtteile mit zeitlich und/oder räumlich eingeschränktem Busangebot anzubinden, wurde ein Anrufbus-System eingeführt, das montags bis freitags von 7.30 bis 18 Uhr sowie samstags und sonntags von 9 bis 18 Uhr zur Verfügung steht.
Durch das Gemeindegebiet von Weener führen die Radwanderwege Dortmund-Ems-Kanal-Route, ein rund 350 km langer und nahezu steigungsfreier Radfernweg der das Ruhrgebiet mit der Nordseeküste verbindet; der Nordseeküsten-Radweg (EV12) stößt auf den Dortmund-Ems-Kanal und verläuft dann gemeinsam mit der Dortmund-Ems-Kanal-Route oder der Dollard Route bis Emden. Der Nordseeküsten-Radweg (North Sea Cycle Route) ist ein internationaler Radweg durch sechs Nordsee-Anrainerstaaten. Er wurde 2001 als EuroVelo-Radweg Nr. 12 eröffnet. Der deutsche Teil entspricht der D-Route 1 und ist rund 905 Kilometer lang.

#### Eisenbahn

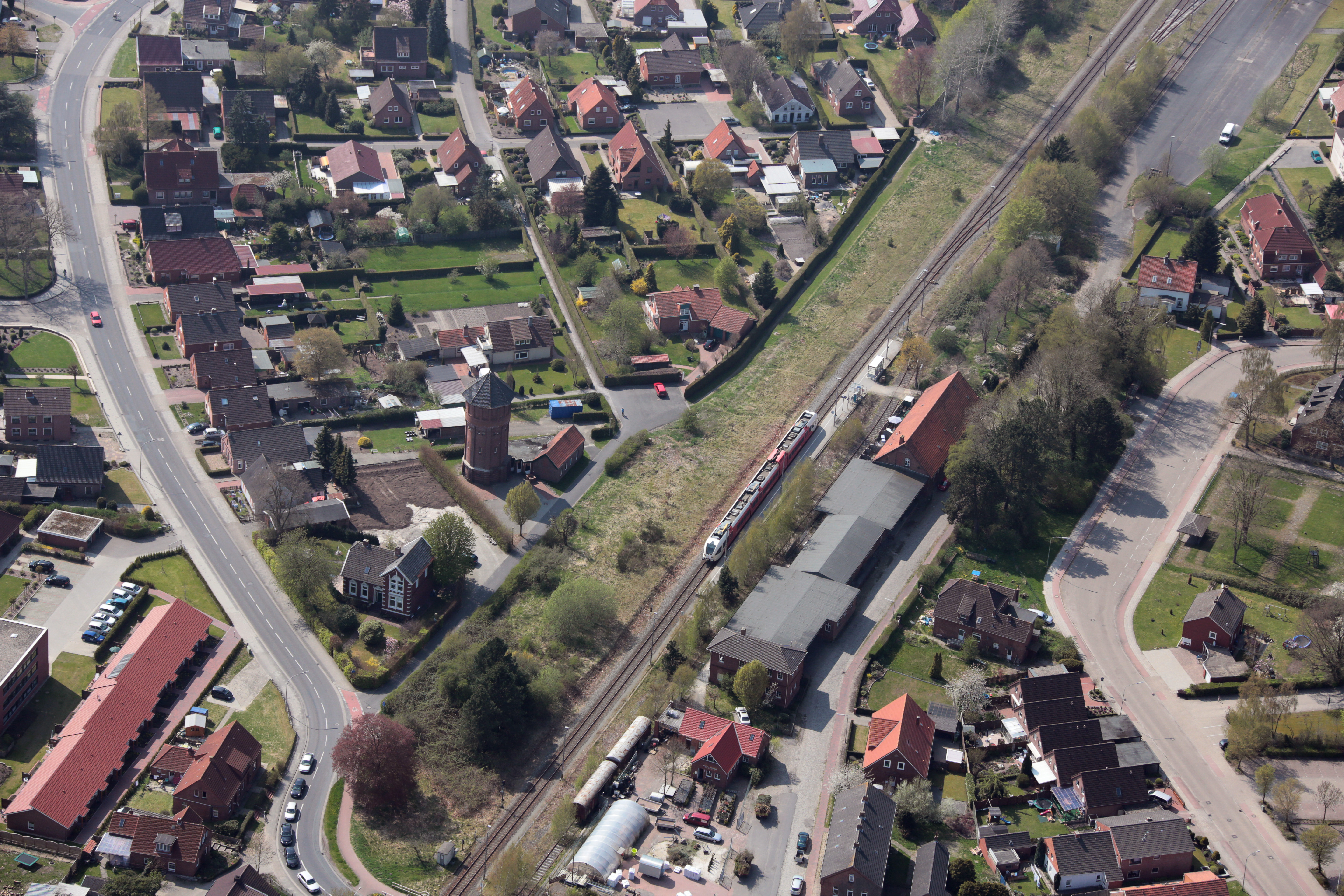
Luftaufnahme Bahnhof Weener

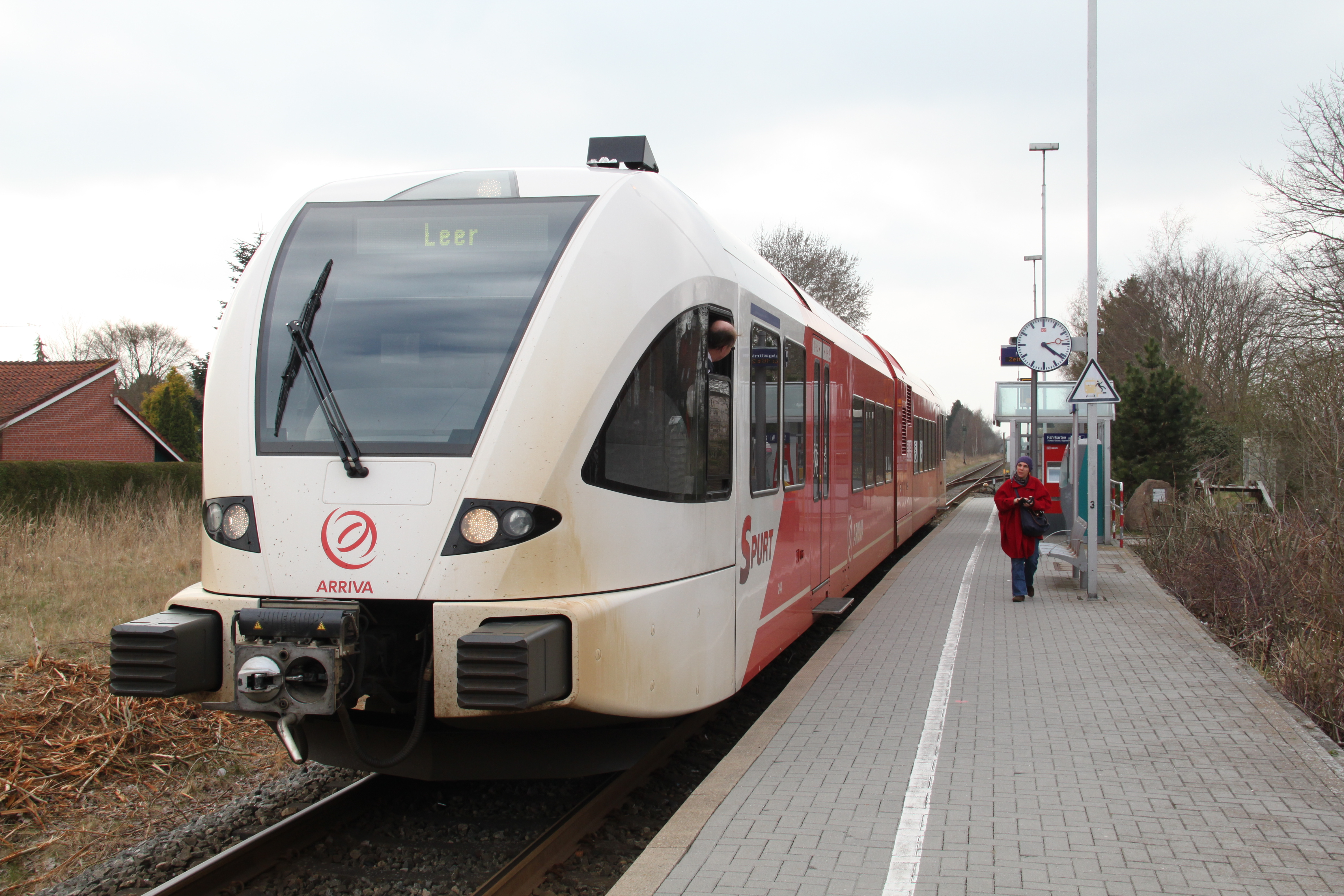
Bahnsteig des Bahnhofs Weener mit Arriva-Zug

Der Bahnhof Weener liegt an der Bahnstrecke Ihrhove–Groningen. Die Bahnstrecke ist nicht elektrifiziert und wird von Dieseltriebwagen befahren. Anschluss an den nationalen Intercity-Fernverkehr besteht in Leer mit Verbindungen unter anderem in Richtung Bremen/Hannover und Münster/Köln.
Ein bahntechnisches Bauwerk von Bedeutung war die Friesenbrücke, die längste deutsche Eisenbahn-Klappbrücke. Der feste Mittelteil über der sog. Binnenschiffs-Durchfahrt wurde bei Passagen von Neubauten der emsaufwärts gelegenen Meyer Werft regelmäßig ausgehängt und nach Beendigung der Passage wieder eingesetzt. Durch die Kollision eines Frachters mit der geschlossenen Brücke am Abend des 3. Dezember 2015 wurde das klappbare Segment völlig zerstört und die Brücke dadurch unbefahrbar. 2021/22 wurde die Brücke abgerissen. Der durchgehende Eisenbahnverkehr zwischen Weener und Leer ist dadurch bis mindestens 2025 unterbrochen. Die Züge in Richtung Groningen beginnen und enden derzeit in Weener. In Richtung Leer besteht ab Weener Schienenersatzverkehr mit Omnibussen.

#### Flugverkehr
Der nächstgelegene Flugplatz befindet sich in Leer, der nächstgelegene internationale Verkehrsflughafen mit Linienflugbetrieb in Bremen. Der noch näher gelegene Flughafen Groningen bietet zudem internationale Charterflüge in Urlaubsregionen an. Der Hafen von Weener hat für den Warenumschlag keine Bedeutung mehr. Er dient als Freizeithafen und wurde um eine Marina erweitert.

### Medien
In Weener ist die Rheiderland-Zeitung beheimatet, eine eigenständige kleine Tageszeitung, die im Rheiderland in einer Auflage von etwa 5500 Exemplaren erscheint. Weiterhin befindet sich eine Außenstelle der Bezirksredaktion Leer der Ostfriesen-Zeitung in der Stadt. Die beiden Tageszeitungen werden durch die in Leer erscheinenden und an verschiedenen Wochentagen kostenlos verteilten Anzeigenblätter Der Wecker, Der Wecker am Mittwoch, Sonntags-Report und Neue Zeitung ergänzt. Die Stadt liegt zudem im Sendegebiet des Bürgerrundfunk-Senders Radio Ostfriesland, das nächste Studio befindet sich in Leer.

### Bildung
In Weener gibt es fünf Grundschulen im Stadtzentrum, in Holthusen, Stapelmoor, Stapelmoorerheide und in Möhlenwarf. Hinzu kommen eine Hauptschule (Phönixschule), die Karl-Bruns-Realschule und eine Schule für Lernhilfe. Die nächstgelegenen Gymnasien befinden sich in Leer (Ubbo-Emmius-Gymnasium und Teletta-Groß-Gymnasium), die angestrebte Einrichtung einer gymnasialen Außenstelle in Weener scheiterte. Frühkindliche Erziehung wird in fünf städtischen Einrichtungen angeboten: Kindergärten in Weener (Kernort), Holthusen, Möhlenwarf und Stapelmoor sowie eine Kinderkrippe im Kernort. Hinzu kommt ein kirchlicher Kindergarten der Baptisten im Stadtzentrum. In Weener ist eine Außenstelle der Volkshochschule des Landkreises Leer ansässig. Das Organeum in Weener ist ein Zentrum der organologischen Forschung und Lehre. Die nächstgelegene Fachhochschule ist die Hochschule Emden/Leer, die nächstgelegenen Universitäten sind in Oldenburg und jenseits der Grenze in Groningen.

## Persönlichkeiten

### In Weener geboren

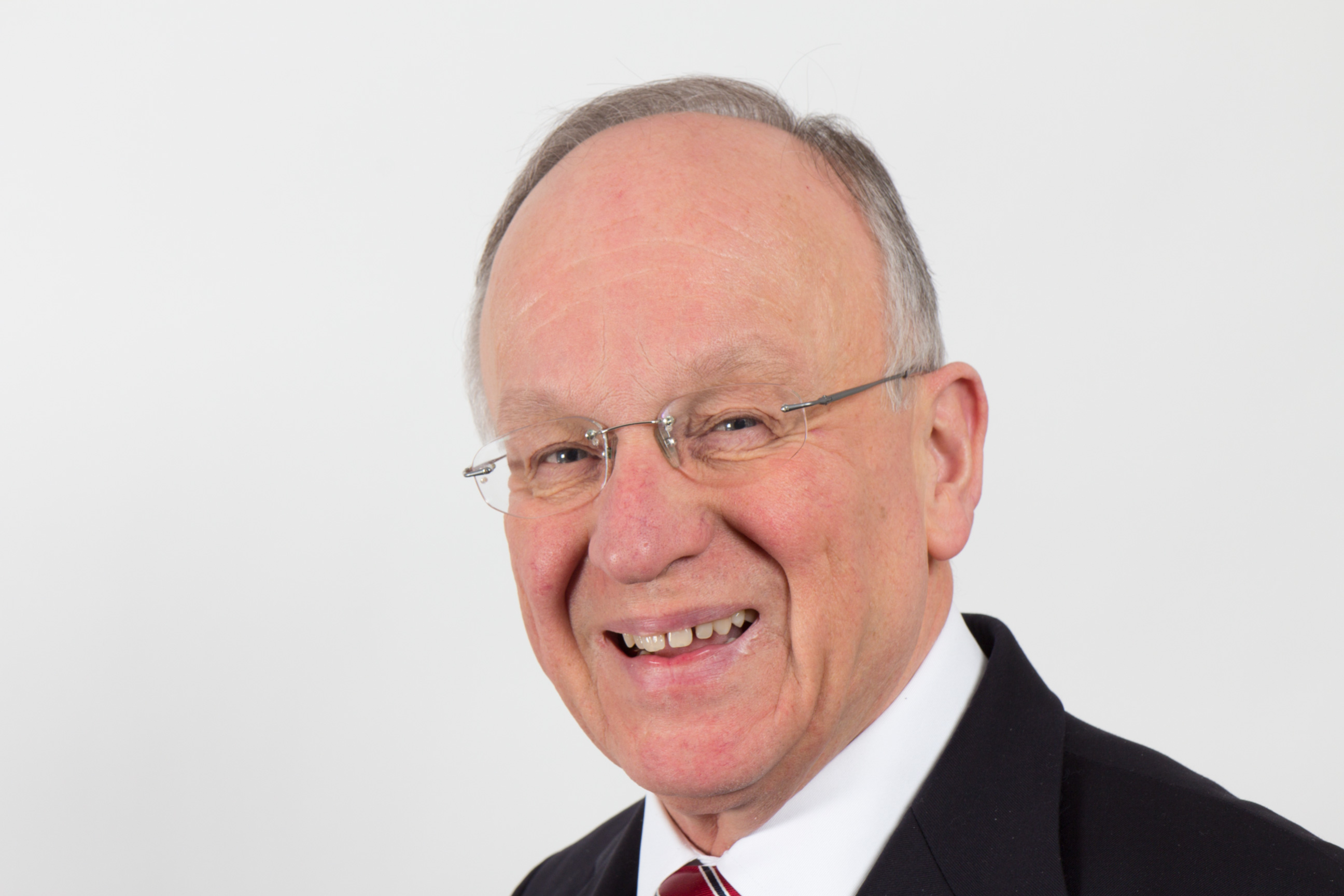
Hermann Onko Aeikens

Ein Politiker und ein emeritiertes Kirchenoberhaupt gehören zu den bekannten lebenden Weeneranern: Hermann Onko Aeikens (* 21. September 1951), war von 2009 bis 2016 Minister für Landwirtschaft und Umwelt des Landes Sachsen-Anhalt und ist vo 2016 bis 2019 beamteter Staatssekretär im Bundeslandwirtschaftsministerium. Jann Schmidt (* 24. Oktober 1948) war bis 2013 Kirchenpräsident der Evangelisch-reformierten Kirche (Synode evangelisch-reformierter Kirchen in Bayern und Nordwestdeutschland). Weitere in Weener geborene Persönlichkeiten sind:
- Gottlieb Heinrich Kirchhoff (1801–1870), Jurist, Mitglied der Ersten Kammer der Ständeversammlung des Königreichs Hannover
- Georg Graupe (1875–1959), Politiker (SPD), Arbeitsminister in Sachsen, Mitglied des Sächsischen Landtags sowie des Reichstags
- Hermann Albert Hesse (1877–1957), evangelisch-reformierter Theologe
- Max Markreich (1881–1962), Vorsitzender der Jüdischen Gemeinde in Bremen
- Hermann Plagge (1988–1918), Schriftsteller
- Georg Frickenstein (1890–1946), liberaler Politiker, Oberbürgermeister von Emden
- Leo Meyer (1891–1942), jüdischer Filmproduzent und Produktionsleiter
- Harmannus Anton Obendiek (1894–1954), reformierter Theologe
- Egbert Koolman (1938–2015), Bibliothekar und Historiker
- Ewald Dreesmann (1940–1986), Politiker (SPD), MdL
- Jan Lokers (* 1958), Historiker und Archivar, Direktor des Archivs der Hansestadt Lübeck
- Walter Hilbrands (* 1965), evangelikaler Theologe, Dekan der Freien Theologischen Hochschule Gießen
- Menno Aden (* 1971), zeitgenössischer Künstler
- Janneke de Vries (* 1968), Kunsthistorikerin und Kuratorin
- Marie Hoppe (* 1986), Politikerin (Bündnis 90/Die Grünen), von 2011 bis 2015 Mitglied der Bremer Bürgerschaft (MdBB)
- Mareike Engels (* 1988), Politikerin (Bündnis 90/Die Grünen), Mitglied der Hamburger Bürgerschaft
- Maik Brückner (* 1992), Politiker (Die Linke)
- Nico Bloem (* 1994), Politiker (SPD)

Unter den verstorbenen Söhnen der Stadt ist Anton Wübbena-Mecima (* 31. Oktober 1920 in St. Georgiwold bei Weener; † 6. Juli 2002 ebenda) zu nennen, früherer Landtagsabgeordneter der CDU in Hannover. Otto Buurman, geboren 1890 im heutigen Stadtteil Kirchborgum, war deutscher Arzt und Gesundheitspolitiker. Die Künstlerin Erwine Esk wurde 1903 in Weener geboren.

### Mit Weener verbunden
Der Baptistenpastor August Friedrich Wilhelm Haese (* 23. September 1825 in Stettin; † 12. Dezember 1912 in Weener) wohnte in seinen letzten Lebensjahren in Weener. Hermann Conring (* 4. November 1894 in Aurich; † 9. Februar 1989 in Weener), Landrat des Kreises Leer und später Landtags- und Bundestagsabgeordneter der CDU, in der Zeit des Nationalsozialismus seit 1938 Mitglied der NSDAP, gehört zu den bedeutendsten, aber auch umstrittensten Ostfriesen im 20. Jahrhundert. Er hatte mütterlicherseits Verbindungen zu alteingesessenen Weeneraner Familien und verbrachte in der Stadt seinen Lebensabend.
Der Musiker und Komponist Rafael Alfaro Kotte (* 19. September 1962 in Dortmund; † 16. September 2005 in Freiburg im Breisgau), verbrachte in Weener seine Jugend, desgleichen der Admiral, NATO-Befehlshaber (Flottenchef) und Ritterkreuzträger Karl Smidt (* 30. August 1903 Neuenhaus; † 11. Januar 1984 in Flensburg), der aus einer rheiderländischen Pastorenfamilie stammte.
Menna Steen war als Pfarrersfrau in der Zeit des Nationalsozialismus im Kirchenkampf eine engagierte und gleichberechtigte Mitstreiterin ihres Mannes, eines maßgeblichen Mitgliedes der Bekenntnisgemeinschaft innerhalb der reformierten Landeskirche der Provinz Hannover. Unter den beiden war die Kirchengemeinde Holthusen eines der Zentren der Bekennenden Kirche in Ostfriesland.
Des Weiteren:
- Heinrich Friedrich Wilhelm Perizonius (1802–1895), deutscher Theologe
- Otto Luyken (1884–1953), deutscher Pflanzenzüchter, Direktor